# スーパーベースボール (テレビ朝日系列)
スーパーベースボール (SUPER BASEBALL)は、テレビ朝日系列各局やBS朝日、テレ朝チャンネル2 ニュース・情報・スポーツ（旧・朝日ニュースター）で放映されているプロ野球中継のタイトルである。
本項では、これまでテレビ朝日（前身のNET・日本教育テレビ時代を含む）および系列各局で放映されてきたプロ野球中継全般について記す。テレ朝チャンネル2における埼玉西武ライオンズ戦中継については『プロ野球完全中継 ライオンズ』を参照。

## 概要
テレビ朝日系列のプロ野球中継のタイトルは、放送局や対戦カードによりばらつきがあったが、2003年度からはこのタイトルに統一された。
日本プロ野球のみに限らず、2010年からはメジャーリーグの放映権を獲得し、年数試合程度このタイトルを使用して放映した実績がある。
系列局でもテレビ朝日と同じタイトルを使用しているが、一部系列局では独自のサブタイトルを付け加えている他、テレビ朝日とは異なるタイトルを使用している局もある（詳しくは#系列局の中継を参照）。
系列局ではプライムタイムにローカル中継を行う場合、本来放映される全国ネット番組を移動（まれに返上の場合もあり）させる必要があるため、テレビ朝日（番組によっては朝日放送テレビ）および当該番組のスポンサー各社との調整・許可を要する（全国ネットのスポンサーはローカル中継の中に組み込まれる）。朝日放送テレビのように中継を行う曜日や頻度が固定化されている局もある。振り替えられた全国ネット番組のCM枠はパーティシペーションとなる。なお、朝日放送テレビが制作する日曜20時台枠に関しては、同局がプロ野球中継をローカル放送する場合、通常放送される地域には裏送りで先行放送される形となる。
2005年度から数年間は『プロ野球完全燃焼主義』というサブタイトルがついていた。

## 全国中継のタイトルの変遷
| 年度                                                                       | タイトル                                                              | 備考 |
| -------------------------------------------------------------------------- | --------------------------------------------------------------------- | --- |
| ナイター                                                                   |                                                                       | |
| 1950年-1960年代                                                            | ナショナル・火曜ナイター（火曜日のみ）                                | |
| 1950年-1960年代                                                            | 仁丹ナイター→パ・リーグ金曜ナイター（金曜日のみ）                     | |
| 1950年-1960年代                                                            | NECサンデー・ナイター→パ・リーグ日曜ナイター（日曜日のみ）            | |
| 1970年代-2002年                                                            | ゴールデンナイター（巨人ビジター戦 対ヤクルト戦、対阪神戦、対広島戦） | 広島ホームテレビが、巨人戦全国中継を広島戦に差し替えた場合は、『ゴールデンナイター』の場合と『パワーアップナイター』の場合とがあった。 |
| 1970年代-2002年                                                            | パワーアップナイター（対巨人戦以外の西武戦等）                        | |
| デーゲーム                                                                 |                                                                       | |
| 不明                                                                       | プロ野球中継                                                          | |
| 2002年                                                                     | プロ野球超人バトル（テレビ朝日のみ）                                  | |
| 2002年                                                                     | DREAM BALLPARK（広島ホームテレビのみ）                                | |
| ナイター･デーゲーム共通                                                    |                                                                       | |
| 2003年 -                                                                   | スーパーベースボール                                                  | 2005年度から数年間のみ『プロ野球完全燃焼主義』のサブタイトルを使用。                                                                   |
| 西武主催試合のテレ朝チャンネル2制作・放送分（ナイター･デーゲームを問わず） |                                                                       | |
| 2012年                                                                     | プロ野球完全中継 出しきれ!ライオンズ                                  | |
| 2013年                                                                     | プロ野球完全中継 骨太!!ライオンズイズム                               | |
| 2014年                                                                     | プロ野球完全中継 全力!ライオンズ2014                                  | |
| 2015年                                                                     | プロ野球中継 ガチ!マジ!ライオンズ                                     | |

## 放送時間
下記の表は全国放送分のもの。ローカル放送分については関西ローカルおよびその他のローカル中継の節を参照のこと。
| 時間帯     | 放送局                      | 放送時間                                                                | 中継の延長                                         | 備考 |
| ---------- | --------------------------- | ----------------------------------------------------------------------- | -------------------------------------------------- | --- |
| ナイター   | 地上波 （テレビ朝日系列局） | 19時00分 - 20時54分（平日）18時56分 - 20時54分（土曜日・日曜日）        | 原則としてなし（日本シリーズ・侍ジャパン戦を除く） | テレビ朝日以外の局では平日の全国ニュース終了後の18:15から中継を開始する局がある。 全国ネット中継は2018年以降は日本シリーズ・侍ジャパン戦のみとなっている。 |
| ナイター   | BS朝日                      | 18時00分 - 20時54分 または 18時00分 - 21時54分                          | 試合終了まで                                       | |
| ナイター   | BS朝日                      | 18:00 - 19:00                                                           | なし                                               | トップ中継。該当試合が地上波全国ネットの場合。 2017年以降はオールスターゲーム・侍ジャパン戦のみとなっている。                                              |
| ナイター   | BS朝日                      | 20:51 - 21:00                                                           | 試合終了まで                                       | リレー中継。該当試合が地上波全国ネットの場合。 2017年以降はオールスターゲーム・侍ジャパン戦のみとなっている。                                              |
| デーゲーム | 地上波 （テレビ朝日系列局） | 土曜日 13:30 - 15:30日曜日 13:55 - 15:20 巨人戦の場合のみ 16:30まで放送 | 原則としてなし                                     | |
| デーゲーム | BS朝日                      | 試合開始 - 3時間後                                                      | 試合終了まで                                       | |
| デーゲーム | BS朝日                      | 16:22 - 17:00                                                           | 試合終了まで                                       | リレー中継。対巨人戦で地上波中継が行われていた場合。 |

### 備考

#### 地上波
ナイターの冒頭4分間（日曜日のみ3分間）はミニ番組『直前情報』（かつては『ミニ中継』と称していた）の扱いとなっている。この枠は一部ネット局では自社制作番組に差し替えられる。
2000年代の平日での試合の放送時間は19:00 - 20:48で最大延長が21:24は変わらないが、20:48以降の番組は最大で36分遅れることがあった。
2004年までは、土曜日・日曜日のみ18時30分から中継を始めていた（18時35分まで『直前情報』）。翌2005年からは現在の開始時刻に落ち着いているが、2006年までは日曜日の阪神戦のみ例外であった。土曜日は1997年まで19時からナイターミニ中継、19時03分から「ゴールデンナイター」を放送していた。
朝日放送テレビでは、水曜日のみローカル中継（後述）に準じて、夏季の高校野球中継開催時期以外は原則18時16分からのスタートとなるほか、朝日放送テレビを含む一部ネット局では自社制作のミニ番組を放映する兼ね合いで開始時刻が19時04分となっている（2005年以降）。
中継延長が行われる基準として、かつては20時40分の時点で試合が継続していた場合、試合の進行状況にかかわらず一律で21時24分まで延長されていたが、現在はそれまでに試合が終了した場合は定時で中継を終了する。
日曜デーゲームについては、2015年4月8日から2017年4月2日まで『報道ステーション SUNDAY』が、2018年4月1日から2020年9月27日まで『サンデーステーション』がそれぞれ16:30 - 18:00（局によって17:55飛び降り）で放送されていたが、基本的なネットセールス枠（ANNニュース枠）は17:25 - 17:50に設定しており、テレビ朝日を除くフランチャイズ球団がある局（北海道テレビ、東日本放送、メ〜テレ、朝日放送テレビ、広島ホームテレビ、九州朝日放送）では試合日・試合開始時間によりネットセールスが始まる17:25まで延長オプションを行使する場合があり、この場合『報道ステーション SUNDAY』→『サンデーステーション』は事実上飛び乗りとなっていた。テレビ朝日で放送する巨人戦全国放送または一部地域放送時は、16:22以降はBS朝日（阪神戦はスカイ・エーも）へのリレー中継を行っていた。
北海道テレビ・広島ホームテレビ・九州朝日放送では2019年9月までは『スーパーJチャンネル』の土曜版が通常16:30 - 17:49:44に放送されていたが、デーゲーム中継日はネットセールス開始の17:30飛び乗りに変更された。
トップ&リレー中継について
阪神戦とヤクルト戦については、トップ&リレー中継が行われる。
- 阪神戦

BS朝日（2011年のみ）とsky・A sports+で実施。
2011年はBS朝日で地上波同時生中継。sky・Aでは、ナイトゲームは試合終了後にノーカット録画中継、デーゲームは地上波での中継の有無に関係なく、完全生中継を行う。
sky・Aについては、2011年と2012年9月5日は朝日放送ではなくTigers-ai制作を使用していた（朝日放送制作はBS朝日で使用され、実況・解説も同じ内容である）。ただし、地上波デーゲーム中継が関西ローカルの場合はそのまま朝日放送制作を使用している。
2012年はデーゲーム2試合は地上波全国ネットになり、ナイターはBS放送を2010年以前同様NHK BS1が確保した関係上、BS朝日での中継は2012年9月5日に行われるナイター1試合の完全中継のみにとどまった。このため、デーゲームではsky・Aで地上波終了後に朝日放送制作分をリレー中継（当日夜に改めて朝日放送制作分をノーカット録画中継）。朝日放送ローカルになったナイターでは朝日放送制作をsky・Aで完全生中継。通常のローカル中継と同様にサンテレビとのリレー中継を実施した。
- ヤクルト戦（2008年まで）

フジテレビONEがテレビ朝日の中継映像を使用し、フジテレビの実況アナウンサーや解説者を起用して中継を行う。2009年からはトップ&リレー中継に代わって、フジテレビ制作で全試合完全生中継を実施。
なお、BS朝日でも2005年・2009年の1試合でトップ&リレー方式で中継を行っていたが、2015年以降は再度トップ&リレー方式で中継を行っている。

#### BS朝日
かつては地上波同時放送が基本だったが、近年は単独放送または対巨人戦でのトップ&リレー中継がメインとなっている。
地上波同時放送が行われていた日に地上波中継の終了時刻を迎えた場合は、BS朝日で中継を継続する旨が実況アナウンサーから伝えられた。また、他にネット局がある場合も同様に紹介される。基本的に地上波での進行に準拠しているため、地上波で放映されないごく一部時間帯（CM中など）に球場音声のみとなることがあった。
朝日放送テレビ制作の阪神主催ゲームは2010年までは同時放送を一切行っていなかったが、翌年の2011年からの対巨人戦に限り中継を行うようになった（地上波全国中継時は平日ナイターはトップ&リレー中継、日曜デーゲームは原則としてリレー中継のみ、関西ローカル放送時は完全生中継。いずれもナイトゲームのみ対象で、デーゲームは中継されなかった）。2013年からは交流戦も年1試合放送。
オリックス戦も2007年のみ地上波同時放送だったが、2008年以降は朝日放送テレビからの裏送りによるBS単独放送となっている（オリックス球団が制作協力。BS朝日との共同制作名義）。
2010年6月13日以降のソフトバンク主催、2011年5月17日以降の楽天主催、2012年6月13日以降の日本ハム主催、2013年8月11日以降の広島主催（対巨人戦のみ））、2015年5月20日以降の阪神主催、2019年6月16日以降のオリックス主催（交流戦の対戦阪神戦のみ）の中継では実況・解説、スコア表示が地上波ローカルとBS朝日で各々別々となっている。
2015年までは基本「巨人戦のみ試合終了まで延長、その他カードは延長なし」となっていたが、2016年以降は対戦チームに関係なく、1時間延長や試合終了まで延長の中継が多くなっている。
2016年からは「野球黄金週間」と題して、特定の1週間開催されるプロ野球（まれに大学野球）の好カードを連日生放送する。

#### テレ朝チャンネル2 ニュース・スポーツ
前身の衛星チャンネル→朝日ニュースターの時代に、「サテライトナイター」と称して年数試合、ヤクルト、西武、日本ハム主催試合からテレビ朝日の制作で中継放送をしていた。また地上波全国中継時には、トップ&リレー中継も行っていたが、CSデジタル放送の開始で他チャンネルがプロ野球中継を行うようになってからは一時撤退し、テレビ朝日は西武戦でJ SPORTS向けの中継に関与していた。
2012年より西武主催試合（西武球団制作）J SPORTSから移管される形でを基本的に試合開始15分前より4時間枠（試合終了まで延長対応）で放送した。なおオープン戦は編成上の都合により試合開始1分前から放送されていた。なお試合終了後時間に余りがある場合、その試合のダイジェスト、ないしは過去のライオンズ選手について特集したミニコーナーを行っていた。
2016年より、西武主催試合はフジテレビTWOへ移行した。

## 制作局と担当球団
| 放送対象地域 | 制作局                   | 担当球団                                                       | 備考 |
| ------------ | ------------------------ | -------------------------------------------------------------- | --- |
| 関東広域圏   | テレビ朝日（EX）         | 東京ヤクルトスワローズ 埼玉西武ライオンズ 千葉ロッテマリーンズ | 2005年から2008年まで読売ジャイアンツ主催試合の一部を担当 埼玉西武ライオンズ戦は2012年から2015年までCS放送・朝日ニュースター→テレ朝チャンネル放送分を埼玉西武ライオンズとの共同配給で制作。 |
| 北海道       | 北海道テレビ（HTB）      | 北海道日本ハムファイターズ                                     | 全国中継ではテレビ朝日制作 |
| 宮城県       | 東日本放送（KHB）        | 東北楽天ゴールデンイーグルス                                   | 全国中継ではテレビ朝日制作 |
| 中京広域圏   | メ〜テレ（NBN）          | 中日ドラゴンズ                                                 | 主催試合の放映権はないが、ビジターゲームのリポーター派遣と、制作協力・系列局の中継画面を使ったローカル向けの差し替え実況のみ。                                                             |
| 近畿広域圏   | 朝日放送テレビ（ABC）    | 阪神タイガース オリックス・バファローズ                        | 全国中継時阪神戦レギュラーシーズンはABCテレビ主幹での共同制作、侍ジャパン戦やオールスターゲームの場合はテレビ朝日制作                                                                      |
| 広島県       | 広島ホームテレビ（HOME） | 広島東洋カープ                                                 | 全国中継時阪神戦レギュラーシーズンはABCテレビ主幹での共同制作、侍ジャパン戦やオールスターゲームの場合はテレビ朝日制作                                                                      |
| 福岡県       | 九州朝日放送（KBC）      | 福岡ソフトバンクホークス                                       | 全国中継時阪神戦レギュラーシーズンはABCテレビ主幹での共同制作、侍ジャパン戦やオールスターゲームの場合はテレビ朝日制作                                                                      |

備考
- NETテレビ開局当初は、当時球団 （東映フライヤーズ野球団）を保有していた東映が大株主だったことや、当時NET系列だった毎日放送が南海ホークスの優先放送権を持っていたことや、西鉄ライオンズの親会社の西日本鉄道が九州朝日放送と資本関係があったことから、パ・リーグと包括契約を結び、パ・リーグ中心の中継体制（特に火曜日〔年度により金曜日〕・日曜日を中心に「パ・リーグナイター」として放送）を組んでいた時期もあり、特に1960年代初期には冠スポンサー番組として、火曜日は『ナショナル火曜ナイター』、金曜日は『仁丹ナイター』、日曜日には『NECサンデーナイター』のタイトルで放送していた他、1966年は当時一般的でなかったセンターカメラを導入し、金曜ナイターでは読唇術の専門家を放送席に招いて監督やコーチの指示、選手の会話などを読み取る企画を行うなどしたが[14]、その後のセ・リーグ及び巨人への一極集中や、当時フルネット局が1桁台だったことや、九州朝日放送・NETテレビと西鉄野球との放映権料をめぐるトラブルなどが影響して、1968年にはプロ野球の全国中継から一時撤退し、1969年以降の再開後も腸捻転解消までは、主として金曜開催の毎日放送発の阪神対巨人戦と広島ホームテレビ発（実況と解説は毎日放送またはNETテレビから派遣）の広島対巨人戦 （1971年以降）と、大洋・サンケイ～アトムズ～ヤクルト主催の巨人戦やパ・リーグのカードのごく一部を散発的に放送する程度となっていた。
- 横浜DeNAベイスターズ戦については、元々テレビ朝日（前身のNETテレビ時代を含む）が、前身の大洋球団のホームゲーム （デーゲーム・ナイター共）をメインに中継していた局でもあった（1975年に大阪地区の腸捻転解消の余波で大洋球団の独占放送権がTBSテレビから移動して中継本数を増加させたもの）。その後1982年をもって対巨人戦の放映権を失い、それ以外のカードの放映権も1997年に撤退したため、現在はDeNA戦の中継はテレビ朝日では行っていない。これはクラウンライター球団の西武への売却の余波で国土計画（後のプリンスホテル）が保有していた大洋球団の株式が当時のTBS・ニッポン放送に売却された事が影響している。なお、2013年5月18日には北海道テレビでTBSテレビ・DeNA球団との個別契約により放送した他、2016年以降は広島ホームテレビでも放送している。
- なお1970年代・1980年代、フジテレビジョン系は水曜日・日曜日に高視聴率番組（水曜日・『銭形平次』、日曜日・『カルピスまんが劇場→（ハウス）世界名作劇場』『オールスター家族対抗歌合戦』）があることから、極力それらの定時番組を休止させないために、ヤクルト・大洋・広島主催試合の巨人戦の多くは水・日曜日にCXから放送権を譲渡して中継することが多かった（いづれもTBS系の各局にも譲渡されるパターンもあったが、ヤクルト主催がTBS系で放送されたのは主に1975年ごろまで）。
- 日本ハム戦は上述の大洋戦放送終了後、東京本拠時代に後楽園球場からの中継（土日祝日のデーゲーム）に重きを置いていた時期がある。1980年代中頃から西武戦にシフトし始めたこともあり縮小傾向となるが、日本ハム主催の対西武戦については巨人戦の裏カードでゴールデンタイムでも放送することがあった。ヤクルト戦も同時期に、対巨人戦のナイター中継を再開することになる（NETテレビ時代にも年1試合程度中継していた事があった）。
- 西武戦に関しては現在のJ SPORTSがJ SKY SPORTS時代に行っていた中継に制作協力していた[15] ほか、2012年から2015年まで西武主催試合のCS独占放映権を獲得し、朝日ニュースター（現・テレ朝チャンネル2 ニュース・スポーツ）で生中継を行っていた[16] が、2025年現在でもテレビ朝日・BS朝日では巨人が絡まない西武主催試合を中継するなど、球団と関係が深い。そのため西武が日本シリーズに進出するとほぼ必ず複数試合の放送権を得る。
- 大阪地区は1974年までは毎日放送が加盟、朝日放送は1958年までは日本テレビ、1974年まではTBSテレビとそれぞれネットを組んでいた。
  - 1970年10月12日、シーズン終盤の阪神対巨人戦でサンテレビジョンの製作したものをNETテレビがネット受けした[17]。この当時、毎日放送は番組編成や阪神戦放映権などの都合上、ローカル番組、またはもう一方のネット関係にあった東京12チャンネル（現・テレビ東京）の番組を編成したものとみられ、毎日放送の編成から外れたNETテレビの番組のネット関係にあったサンテレビの中継を行ったものと考えられる。
  - 毎日放送はNET系時代、前述の理由からNET系向けとは別に東京12チャンネル向けの中継も制作していた。
- 広島地区では1975年にテレビ新広島開局により4局フルネットになるまで、広島ホームテレビはテレビ朝日（当時NETテレビ）系列メインながら、日本テレビ系列・フジテレビ系列との変則クロスネットで （但し、日本テレビ系列/フジテレビ系列には非加盟）、散発的に行われた全国中継や一部地域ネット中継はデーゲームや金曜日のナイターをNETテレビ系向け（NETテレビまたは腸捻転時代の毎日放送が主管）に制作していた[18]。
  - 火曜日・広島主催ゲーム以外の木曜日19時台後半・20時台には日本テレビ系列（NET系に放送権のない巨人主催を含む）の、金曜日20時台にはフジテレビ系列（NET系に放送権のない中日主催を含む）の他球団主催ゲームをネットしていた（この当時日本テレビ系列とフジテレビ系列にクロスネットで加盟していた広島テレビ放送ではこの時間火曜日はフジテレビ系の、金曜日は日本テレビの番組を同時配信したため）。
  - 開局直後から1970年代の中盤までは、サンテレビが阪神甲子園球場から放送する阪神戦中継の一部で、試合の途中まで同時ネットを実施していたが、時間帯により個別ネット扱いとNET系列扱いが混在したと思われる[19]。その一方、月曜日にNET系で中継が編成されても遅れネット番組の放送枠確保のため放送しない例があった[20]。
  - 1975年4月27日の阪神対広島戦デーゲーム（甲子園球場・朝日放送制作）は、広島ホームテレビの編成上の都合から、腸捻転時代に系列関係だった中国放送（TBS系列）が放送した（テレビ新広島開局まで、前述の理由から広島ホームテレビが放送できないNET系列の番組を放送していたため）。
  - 1976年・1980年など対阪神戦のデーゲームが開幕カードなどで組まれた場合には、朝日放送主導の共同制作による2局ネット放送となった例があった（1976年はNETなど一部系列局にもネット）。
- 福岡地区の九州朝日放送は1964年までは原則としてフジテレビ系列向け[21] を優先して制作していた（1963年の日本シリーズ「西鉄対巨人」の第1・2試合もフジ系向けの放送だった）が、曜日ごとの編成の都合によってはNET系向けに放送した試合もあった。
- 1972年2月26日には、本来NET系に放送権が与えられていない中日主催のオープン戦（対大洋、浜松球場）を特例で中継しているが[22]、当時静岡県にはNET系列局がなかった上、中京広域圏のNET系列は名古屋テレビと中京テレビが並列加盟していたため、中京テレビで放送された。毎日放送制作による『土曜ワイドスポーツ』としての放送で、解説者（杉浦忠・永井正義）・実況アナウンサー（井上光央）も毎日放送から派遣された[23]。

## 系列局の中継

### 地上波全国中継
番組送出･スコア表示･提供アナウンスは朝日放送テレビ制作分を除いてテレビ朝日から行われる。BS朝日は、地上波全国中継時にテレビ朝日側から送出されるものを双方向光回線を通じてそのまま流していたが、現在は独自に行っている。
2025年現在は、全中継でハイビジョン制作が行われているほか、テレビ朝日・BS朝日・朝日放送テレビ制作日には、地上波・BSと『sky・A sports+ HD』（スカパー!プレミアムサービス）において5.1chサラウンドステレオ放送を実施している。
また、テレビ朝日と朝日放送テレビ制作日には地上波とワンセグで連動データ放送も行われ、試合経過を随時確認することができるが、テレビ朝日と朝日放送テレビでデータ放送の内容やデザインが異なっている。BS朝日ではこれまでは行われていなかったが、2015年から2019年まで一部カードで独自に実施していた（主に対巨人戦）。
テレビ朝日制作分と朝日放送テレビ制作分（地上波の全国放送・関西ローカル放送およびsky・A sports+同時放送分を含む）ではリアルタイム字幕放送も実施される。
関西で開催のオールスターゲームについては、長らく毎日放送（腸捻転時代）→朝日放送テレビ主管制作で放送していたが、放映権が日本野球機構（NPB）主導での決定となり、放送局やスポンサーとの交渉に大手広告代理店が関与するようになった2011年以降、在京キー局との直接交渉となったためか、テレビ朝日主管制作（朝日放送テレビは制作協力団体扱い。実況アナウンサー・解説者・ゲストなど出演者の手配や番組のネットワーク送り出しもテレビ朝日が担当）に移行している。
中継日程の特徴として、金曜日の放送が少ないことが挙げられる。これは、長寿番組の『ドラえもん』と『クレヨンしんちゃん』、そして生放送の『ミュージックステーション』 がレギュラー番組として組まれている関係によるもの。
BSデジタル放送の開始以前には、対巨人戦以外のカード（ヤクルト・大洋・広島・西武・日本ハム主催）を平日の20時台に1時間（あるいは19時30分から1時間半）だけ中継するというパターンもあった。
2005年からは、これまで日本テレビ系地上波全国ネットおよびNHK総合テレビでの視聴率が低迷した読売ジャイアンツ（巨人）のホームゲーム全国ネット生中継を実施。また、日本テレビ系列がない沖縄県（琉球朝日放送）でも生中継された。2007年10月18日・2008年10月23日にはセ・リーグクライマックスシリーズ第2ステージ・巨人対中日戦を東京ドームから生中継された他、2008年11月2日には日本シリーズ第2戦・巨人対西武戦の生中継も行われた。なお、2009年以降は侍ジャパンチームが出場する国際大会（ワールド・ベースボール・クラシック、世界野球プレミア12）が東京ドームで開催される場合はテレビ朝日で放送されるようになったため、2008年をもって巨人戦ホームゲーム中継を撤退。ちなみに、沖縄県で巨人戦ホームゲームを見る際には、2024年現在でNHK総合・NHK BS、BS日テレ、日テレジータス、DAZN、hulu、TVerのインターネットで視聴可能。日本シリーズのみNHK BS、hulu、TVerで視聴可能である。
2000年代後半以降の全国ネット中継は、ゴールデンタイムのレギュラー番組およびサッカー日本代表戦・世界水泳といった他競技の中継を優先する編成方針から、ナイターはオールスターゲーム・日本シリーズ・侍ジャパン戦、デーゲームは阪神対巨人戦（朝日放送テレビ制作）に限られており、2014年以降のオールスターゲームの中継は同局での独占放送となっている。
2020年のテレビ朝日系列における地上波全国中継は、新型コロナウイルスの感染拡大による影響でシーズンの開幕が6月19日に遅れた事で、オールスターゲームが初の開催中止となり、阪神対巨人戦（朝日放送テレビ制作）のデーゲームも編成上の都合で放送されなかった事から、レギュラーシーズンの中継は1試合も放送されなかった。その後日本シリーズの放送権を確保し、11月24日に『日本シリーズ第3戦・ソフトバンク対巨人』（福岡PayPayドーム）を全国ネットで放送した。
2021年6月20日には阪神対巨人戦（朝日放送テレビ制作）を地上波全国ネットで放送したが、テレビ朝日からは巨人ベンチリポート担当のアナウンサー・解説者などの制作要員派遣が行われなかったためか製作協力としてクレジットされず、表面上は朝日放送テレビ単独制作となっていた他、テーマ音楽も『Dancing With My Fingers』（関西ローカル中継で使用）を使用していた他、全国中継の終了後の延長対応は関西ローカルのみで行われ、BS朝日へのリレー中継は行われなかった。その一方で、球団公式映像を制作しているTigers-ai（阪神コンテンツリンク）が制作協力団体として参加したほか、ライブリッツの協力によりデータやAIを駆使した打撃動作などの解析・表示が試みられた。

### テレビ朝日
埼玉西武ライオンズ主催の週末デーゲームを放映。年度によっては北海道日本ハムファイターズ戦を北海道テレビ、東北楽天ゴールデンイーグルス戦を東日本放送、福岡ソフトバンクホークス戦を九州朝日放送とは何れも別制作で生中継または当日深夜に録画中継で放送する場合があり、2017年以降は、交流戦の対巨人戦1試合をBS朝日での生中継後に再編集し、当日深夜に録画中継で放送している。過去には千葉ロッテマリーンズ・広島東洋カープ ・東京ヤクルトスワローズ主催ゲームを中継することがあった。
対巨人戦以外は大半が二元中継か録画放送で、試合終了しないうちに試合開始から放映を開始（撮って出し）することも多い。
ヤクルト・西武・ロッテ戦や東京ドームで開催のパ・リーグのカードに関しては、ビジター側の地元系列局（北海道テレビ・東日本放送・メ～テレ・朝日放送テレビ・広島ホームテレビ・九州朝日放送）に対して技術協力を行うこともあるが、パ・リーグ球団主催については球団制作映像と併用している。
明治神宮野球場で開催される「ヤクルト対巨人戦」を放映した場合、フジテレビONEでの中継『SWALLOWS BASEBALL L!VE』の制作にテレビ朝日が協力することがあったが、2009年には、1試合行われた以降は、別制作になっていた。2015年には、神宮球場開催時には再びフジテレビ（フジテレビONE）がテレビ朝日（BS朝日）から映像提供を受けている。

### 朝日放送テレビ
| 時間帯       | 曜日   | 放送時間                                                  | 中継の延長         | 備考 |
| ------------ | ------ | --------------------------------------------------------- | ------------------ | --- |
| ナイトゲーム | 水曜日 | 18時16分 - 19時00分（第1部） 19時00分 - 20時54分（第2部） | なし               | 夕方のローカル報道・情報番組『news おかえり』の18時台ローカルパート（第2部）を休止するほか、19・20時台の全国ネット番組を差し替える。 テレビ朝日系列で3時間または20時から2時間の特別番組が放映される日は21時48分まで。 8月の全国高等学校野球選手権大会の開催期間中は原則として19時開始（詳細後述） |
| ナイトゲーム | 日曜日 | 18時30分 - 20時54分                                       | なし               | サンテレビやKBS京都で放映の場合もあり。 （デーゲームはゴルフ中継がある場合のリレー中継のみ） |
| デーゲーム   | 日曜日 | 13時55分 - 16時30分                                       | 最大で17時25分まで | サンテレビやKBS京都で放映の場合もあり。 （デーゲームはゴルフ中継がある場合のリレー中継のみ） |

- 阪神戦

原則として水曜日と日曜日開催を中継しており、この2日間に行われる主催ゲームは朝日放送テレビが独占放映権を持つ。そもそもは、朝日放送が1975年3月30日までTBS系であり、TBS系が巨人ビジター扱いの試合を中心に、中日・阪神・広島・西鉄主催試合の放送で優先権があったことの名残りでもある。
ただしセ・パ交流戦が導入されてからは、それ以外の曜日に放映されたり、8月終盤以降（雨天中止などによって予備日の復活開催が生じた場合）やポストシーズンを中心に水曜日や日曜日であっても他局で放映されたり、朝日放送テレビとサンテレビの並列となるケースもある。朝日放送テレビがこの2つの曜日に関して独占放映権を持っているのはネットワークの腸捻転によるTBS系列に加盟していた時代からで、TBS系列でこれらの曜日にナイター中継が編成されていたことの名残りといわれている。
なお毎年8月の盆前後の2週間強行われている全国高等学校野球選手権大会期間中は、日中に高校野球の生中継を行うのと、その後に行われるローカルニュースワイドの時間枠確保の観点から、京セラドームなど、甲子園以外の近畿地方で主催する試合があった場合でも19時開始（それまではサンテレビでトップ中継）となる試合がある。
他局との並列中継が多く行われていた1960年代は、阪神戦においても、当時TBS系だった朝日放送が他局との並列で他の曜日に中継したり、逆に毎日放送を含む他局が朝日放送との並列で水曜に中継することがあった。また、曜日を問わずダブルヘッダーが組まれた時は、1試合を朝日放送が、もう1試合を他局が中継した事例があった。
朝日放送テレビ系列のCS放送局・スカイ・エーでもABC地上波の放送日に準じる形で並列生放送となることがある。球団製作のTigers-ai提供の映像が制作される前は、ABC地上波（他の曜日でスカイ・エーが生放送していればサンテレビジョン）と同じ内容を放送していたことがあったほか、ABC（SUN/KBSのリレー中継を含む　以下同文）が地上波の担当日であってもGAORAとの編成日程の兼ね合いでやむなく録画中継となった試合もある。Tigers-ai配給となってからは地上波との同時中継は大幅に減り、2010年代以後はABC地上波の放送日であっても、ほぼ全試合にわたり地上波とスカイ・エーの放送は全く別内容となっている。またまれにBS朝日を含めた3波同時中継である場合でも、映像は共有するも、実況を地上波・BS（以上はABCテレビアナウンサー・解説者による実況）・CSとですべて差し替えている。
朝日放送テレビには、前身の朝日放送時代から、阪急阪神ホールディングス（阪神タイガースの親会社である阪神電気鉄道などの持株会社）が出資している。このため、阪神甲子園球場で開催されるオールスターゲームは朝日放送テレビが中継することが多い（2014年以降の開催分ではテレビ朝日主幹の中継に制作協力扱いで関与）。シーズン終了後の11月下旬に同球場で実施される球団主催の「ファン感謝デー」についても、朝日放送→朝日放送テレビが企画を担当するほか、開催の1週間後にダイジェスト番組を関西ローカルで放送している。
オープン戦も数試合程度中継を行っているが、年度によっては毎年3月に香川県で開催される試合のみ地元の瀬戸内海放送にもネットされる場合がある（対広島戦が多い。この場合瀬戸内海放送は中継の技術協力と、試合開催の後援も行なっている。年度によっては広島ホームテレビなどビジター側の地元系列局でも放送された）。
2003年以降は、水曜日に甲子園球場や京セラドーム大阪から阪神のホームゲームを中継する場合に、当時の朝日放送テレビの女性アナウンサー（武田和歌子 →　堀友理子　→　角野友紀　→　ヒロド歩美）が阪神側のベンチリポートを担当。在阪局制作の阪神戦中継において、定期的にベンチリポーターを務める女性アナウンサーは、武田が初めてであった。なお、角野までのリポーターは、音声のみでリポート。ヒロドが就任した2015年の中継以降は、関西ローカル向けはヒロドによるリポートの映像を、ワイプ画面で中継映像の右上に随時挿入しているが、同内容でもビジター地元局およびBS朝日向けは音声のみ（同年6月9日に北海道テレビ・BS朝日で同時ネットの日本ハム戦が該当）となっている。
2011年は、スーパースローによるリプレイ映像に対して、タケモトピアノ（ナイトゲーム生中継およびデーゲーム生中継の一部）や上新電機（デーゲーム生中継の一部）がスポンサーに付いていた。2012年以降は、デーゲームの生中継でのみ、上新電機がリプレイ映像とハイライトのスポンサーになっている（ビジター地元局向け映像では表示しない）。2016年は対巨人戦ナイターの地上波全国中継でタケモトピアノ提供のリプレイを実施したが、地元球団のカードに差し替えた広島ホームテレビ（ヤクルト対広島）と北海道テレビ（日本ハム対楽天）でも同様に同社提供のリプレイが実施された。
2014年からは、安打や本塁打による阪神の得点シーンを中心に、複数のカメラによる映像をシームレス編集で3D風に組み合わせた「スーパーアングル」を随時挿入している。「スーパーアングル」については、ビジターチームの地元局が実況差し替え形式で放送するでもそのまま放送される他、2015年は広島ホームテレビでも広島のホームゲーム中継で実施した（朝日放送からの裏送り＝BS朝日の球団公式映像利用時や、高校野球中継期間中に要員が不足する際の朝日放送・広島ホームテレビや、広島ホームテレビの尾道・三次などの地方開催ゲーム中継時は非実施）。
2013年の阪神ホームゲーム中継では、データ放送とインターネットの連動企画として、阪神の現状や今後に関する四者択一式の視聴者アンケート「トラQ（とらきゅー）」を放送中に実施・集計。締め切り直後に、選択肢ごとの回答比率を％（パーセント）と横棒グラフで発表していた。2014年の中継では、プロ野球に関する三者択一式のクイズと連動させたプレゼント企画「クイズ!ドクターK」を実施。（詳細後述）さらに、阪神球団の創立80周年に当たる2015年には、中継で解説を担当する阪神OBの名シーンを編集した動画をデータ放送で配信。スマートフォン用の対応アプリ「ABCアプリ」を通じて、動画を視聴できる。
2014年9月3日の対DeNA戦では、野球中継では初めての試みとして、試合展開の場面説明を中心に視覚障碍者向けの解説放送を副音声（ステレオ2チャンネル）で実施。楠が解説のナビゲーターを務めた。この試みは2015年度も続けており、主に水曜日のナイトゲームを中心に実施している（いずれのパターンとも、朝日放送の地上波の中継のみ実施しており、サンテレビ/KBS京都へのリレー中継、およびスカイ・Aでは実施していない。また必ずしも全試合実施ではない）。2015年度はアナウンサーに加え、解説者も1名出演しており、ほぼ通常の主音声の放送と同じ形で放送がなされている。
後述のとおり、同年5月20日の対巨人戦以降に地上波関西ローカル・BS朝日・スカイA（Tigers-ai制作中継を放送）で各々別制作となる日がある。この場合メイン映像は地上波・BS朝日で同じだが、実況･解説と一部映像、スコア表示（地上波は自社仕様、BS朝日はテレビ朝日系列準拠仕様〈2020年10月21日の対広島戦から〉）、テーマソング（地上波は『1％』（梅田サイファー）、BS朝日では『FIRE BALL』（KAZSIN））で各々異なっている。またBS単独放送時は映像はTigers-ai制作映像を使用し、スコア表示は前述の別制作と同様にテレビ朝日系列準拠仕様（2020年10月5日の対巨人戦から）を使用する。
ビジターゲームでも現地局機材の都合によっては、自社で大型中継車を派遣してメイン映像を製作する場合があり、この場合はホームチームの地元局側が自社で独自映像を挿入し、スコア表示を差し替えるというねじれ現象が発生する（2007 - 2010年、対広島戦での広島ホームテレビ等）。この場合は朝日放送では全国中継同様5:1サラウンド放送となるが、地元系列局では通常通りの2chステレオ放送となる。また、ソフトバンク戦のように、主催球団の本拠地である放送局でも中継が行われながら、クレジット上はその地元局の協力を表示せず、球団提供の映像+朝日放送自社制作の映像 を使って放送する試合がある。
深夜の録画中継は対巨人戦を除いて、1985年夏ごろまでは主に水曜日（水曜スペシャルの代替ができない場合）・日曜日の深夜に「それゆけ!タイガース」として放送したが、サンテレビ・KBS京都とのリレー放送が実施されるようになってからは録画中継は激減している。主にテレ朝系のスポーツイベントの放送を優先する、または消化試合でかつサンテレビ側で試合時間中に生放送のテレビショッピングが編成される場合が該当する。(該当項目も参照のこと。)
阪神球団の創設85周年に当たった2020年の主催試合中継では、朝日放送テレビが保管する旧・朝日放送時代からの中継アーカイブ映像から、球団史を彩った選手の映像をイニングの終了ごとに挿入。ヒッティングマーチ委員会によって応援歌が作られた阪神の選手が打席に立つ場合には、応援歌の歌詞を画面の右上へ表示している。
この年は年頭から新型コロナウイルスへの感染が拡大している影響で、レギュラーシーズンの開幕が当初の予定からおよそ3か月延期。延期に伴う日程の再編成によって、阪神には6月19日の開幕から4カード連続でビジターゲームが設定されたため、朝日放送テレビ制作分中継のメインカードである主催試合の実施は7月9日の対巨人戦以降に持ち越された。実際には7月15日（水曜日）の対ヤクルト戦（いずれも甲子園）から中継を始めたものの、8月末までの一部カードでは、上記の影響で中継の制作体制を縮小。地上波ローカル放送でも、Tigers-ai制作映像に独自映像を挿入したうえで、実況とスコア表示を差し替えていた（該当する中継ではTigers-aiのクレジットを制作協力扱いで表示）。
朝日放送テレビでは同年12月から、「虎バン　阪神タイガース応援チャンネル」をYouTube上に開設。2021年以降のプロ野球シーズンには、阪神戦を関西ローカル向けに中継する日（主に水曜日）に、中継と連動した動画のライブ配信を随時実施している。ライブ配信には、中継と別の解説者とアナウンサーが出演するほか、解説者として契約していない阪神OBや野球関係者を随時ゲストに迎えている。
同年6月27日の対DeNA戦（甲子園）では、『プロ野球スピリッツ』シリーズ最新作『eBASEBALLプロ野球スピリッツ2021 グランドスラム』とのコラボレーションにより、スコア表示を同ゲームに準じたデザインとした他、選手CGや同ゲームオリジナルの「選手能力値」を表示するなどの演出が行われた。なお、他のテレビ朝日系列23局には、『DRAGON CHEF 2021』（朝日放送テレビ制作・7月4日放送）の事前特別番組が裏送り先行ネットで放送された（同局では23:00から放送）。
2022年以降に甲子園球場から放送する阪神の公式戦中継では、阪神の選手が放った打球の速度（単位はkm/h）・飛距離（単位はm）・角度（いずれも場内に設置しているTrackmanで計測されたデータ）の字幕を生中継の映像に挿入することを、阪神球団から特別に許可。また、セイバーメトリクスの成果を基に、バレルゾーン（得点につながりやすい打球速度と打球角度の範囲）の解説を字幕に加えている（広島ホームテレビなど、ビジターの地元系列局が実況とスコア表示を独自に差し替える場合は省略されている）。
2023年6月18日（日曜日）のソフトバンクとの交流戦（甲子園）では別々の制作として中継（解説:関本賢太郎、実況:山下剛〈九州朝日放送では、解説:藤原満、実況:沖繁義〉）を行った。但し、九州朝日放送制作の中継のみ朝日放送テレビが技術協力を行っている。
- オリックス戦

かつて近畿日本鉄道が朝日放送に大株主として出資していた関係で、大阪近鉄バファローズ戦についても朝日放送の放映権が優先されており、主に土曜日のデーゲームや、テレビ朝日が対巨人戦の裏カード（ヤクルト・広島・西武・日本ハム主催ゲーム）の全国中継を多く行っていた木曜日に差し替え放映する日が多かった。また、阪神主催ゲームがない水曜日にも中継する場合もあった。
合併前のオリックス戦については、阪急電鉄からの球団売却で同系列の関西テレビによる事実上の独占が解消された後、年数試合程度放送していた。
近鉄がオリックス・ブルーウェーブに吸収され『オリックス・バファローズ』となってからは中継日数は減少。2009年までは「関西ダービー」と称する対阪神戦（交流戦）を除く大半は録画放送（もしくは撮って出し）となっていた。また、2011年までは対阪神戦以外の中継も行っていた。なお、系列局（主に北海道テレビ・東日本放送）への技術協力（球団制作映像も使用）を行っている。
2012年以降は、阪神が相手になる交流戦しか自社で放送しない一方で、他球団が相手になる交流戦の一部（基本として対巨人戦）の中継をBS朝日向けに制作。交流戦のカードの編成方式が変わった2015年以降は、オリックスが対巨人戦を主催しない年に、他球団との交流戦を充てている。
オリックス・バファローズは2021年に、ブルーウェーブ時代25年振り（近鉄時代以来20年振り）のパ・リーグ優勝を経て、日本シリーズでヤクルトと6試合にわたって対戦。もっとも、このシリーズにおける全国向けのテレビ中継に、朝日放送テレビ（ABC）が関与する機会はなかった。オリックス主催の第1戦・第2戦（いずれも京セラドーム大阪）と第5戦・第6戦（いずれもほっともっとフィールド神戸）における地上波テレビでの中継権がテレビ朝日系列に割り当てられなかったことに加えて、中継権を唯一確保できた第3戦（ヤクルト主催ながら特例措置によって東京ドームを使用したナイトゲーム）についても、オリックスの地元局（ABC）として派遣の余地があった解説者やオリックス側のベンチリポーターまでテレビ朝日側で賄っていたことによる。
その一方で、巨人と西武が対戦した1994年の日本シリーズにおける、テレビ朝日が3試合すべての中継を担当した西武主管分は、在阪球団（阪神・近鉄・オリックス）と関係ない試合ながら朝日放送が技術面を中心に制作協力として関与し、オープニングでも「制作協力・ABC」とクレジットされていた。解説・ゲスト・リポーターなどの出演者の手配は主にテレビ朝日が担当したが、稲尾和久や仰木彬（当時オリックス監督）など朝日放送側が手配したと思われる人物も含まれていた。
- サブタイトル
  - 阪神戦 - 「虎バン主義。」
    - 自社制作による阪神タイガースの情報・ドキュメンタリー番組『虎バン』にちなんで、2005年から使用。2004年のサブタイトルは、「ぶっちぎりTigers」であった。

  - オリックス戦 - 「仰木維新」（2005年）→「仰木魂・伝承」（2006年）→「新たなる鼓動」（2007年）→「大阪激弾!!」（2008年〜2010年）
    - オリックスが大阪近鉄バファローズと合併する前年（2004年）には、近鉄戦を中継する場合に「レッドdeハッスル」という名称を設定していた。関西地方を中心に当時活動していた大西ユカリと新世界が、近鉄球団による公認の下で同名の応援歌を発表していたことによる。

両チームによる交流戦を中継する場合には、交流戦が始まった2005年から2007年まで、上記のサブタイトルを併用。2008年からは「関西ダービー(西暦)」との表記を用いている。
- 番組名について

2000年（平成12年）頃までは、テレビ朝日で使われている名称を使わず、『ABCプロ野球中継』というタイトルとしていた（全国中継を差し替えて放映する日は除く）。
対戦相手の地元局でも同時ネットされる場合は、相手局への配慮として『プロ野球中継』とすることもあった。
なお、1990年代後半までは、テレビ朝日系列の協定により巨人戦全国中継（ヤクルトまたは広島主催）の差し替えが認められていなかったため、独占放映権を持つ水曜日と日曜日は録画中継または朝日放送制作によるサンテレビ･KBS京都での完全中継（サンテレビボックス席・KBS京都エキサイトナイター名義）となっていた。その一方対巨人戦以外のヤクルト・大洋主催ゲームや西武・日本ハム主催ゲームの全国中継については差し替えが認められたため、水曜日には阪神戦に、それ以外の曜日には近鉄戦に差し替えることがあった。
- ハイビジョン制作について

地上デジタル放送の開始当初、関西ローカルの中継ではハイビジョン制作を行なっていなかった。ハイビジョン制作は2006年7月12日から順次行われており、sky・A Sports+でも2009年5月からスカパー!HDを通じてハイビジョン放送を実施。
- ビジターゲームの中継について

かつてはビジターゲームの中継には消極的で、中継したとしても大部分は相手の地元局が制作したものをそのまま放映していた。また近鉄が優勝争いする一方で阪神が低迷していた1990年代には、ヤクルト対阪神戦が延長なしのゴールデンタイム全国中継（パワーアップナイター）となっても、近鉄主催ゲームに差し替えることがあった。特に2003年から2005年までは全く行われなかった（2004年は8月に広島ホームテレビでヤクルト対巨人戦を差し替えのうえ中継していたが、朝日放送では阪神がこの時点で優勝の可能性がなくなったためか差し替えを行わなかった）。
2006年（平成18年）からは交流戦（対ソフトバンク・西武・日本ハム戦）、2007年からは対広島戦 のビジターゲームも中継するようになり、相手局の映像を受けて実況や解説者などを差し替える形式で放映する（日々よりサンテレビでもリレー中継あり）。なお、過去にテレビ朝日では神宮球場のヤクルト対巨人戦やQVCマリンフィールドのロッテ主催ゲームを中継していたので、朝日放送テレビでも対ヤクルト戦や対ロッテ戦が中継可能であるものの放送されたことはない。
なお、主催ゲームの対戦相手の地元局で放映されるケースはあり、1980年代に週末の近鉄・南海対西武戦デーゲームを独立局のテレ玉に向けて、1998年（平成10年）からは対横浜戦において独立局のテレビ神奈川に向けて配信していた。また、同時ネットだけでなく相手の地元局が朝日放送テレビ制作協力の形で実況・番組名・スコア表示を差し替えて放映する場合もある。
2024年6月16日のソフトバンク対阪神戦（みずほPayPayドーム）は九州朝日放送の技術協力とソフトバンク球団の制作協力により乗り込み自社制作を行った（解説：鳥谷敬、実況：山下剛）、パ・リーグ球団主催試合は球団公式映像の利用によりビジター地元局・ホーム地元局・衛星波で系列を問わない放送権獲得と個別制作が容易なため、無料BS放送（BS-TBS・福岡ソフトバンクホークス制作。解説：槙原寛己、実況：小笠原亘）と福岡県と九州・沖縄ブロック（RKB毎日放送制作。長崎放送・熊本放送・大分放送・宮崎放送・南日本放送・琉球放送にもネット。解説：秋山幸二・岸川勝也、実況：井口謙、リポート：冨士原圭希）は腸捻転時代（1975年3月30日まで）に系列関係だったTBS系列が制作・放送する形態となる。
- トップ&リレー中継

阪神戦のローカル向け中継では、朝日放送テレビ限定の企画（他番組やYouTubeのライブ動画配信コンテンツとの連動企画）を実施する場合を除いて、サンテレビ・KBS京都とのトップ&リレー中継によって完全生中継を実現させている。ちなみに、サンテレビでのリレーゾーンでは『プロ野球リレーナイター』、KBS京都でのリレーゾーンでは『プロ野球リレー中継』という名称を使用。
2021年からは、トップ&リレー中継対象の阪神戦で阪神が勝利した場合に、解説者が試合後に阪神監督へのインタビューも担当している。最初の事例は4月14日（水曜日）に甲子園球場から中継された広島とのナイトゲームで、朝日放送テレビからサンテレビへのリレー直後に試合が終了したが、解説者の福本豊による当時の矢野燿大監督へのインタビューの模様がサンテレビのリレーゾーンで放送された。
| 時間帯       | 曜日   | 放送時間                                | 中継の延長   | 備考 |
| ------------ | ------ | --------------------------------------- | ------------ | --- |
| ナイトゲーム | 水曜日 | 18時 - 18時17分 20時53分 - 21時22分     | 試合終了まで | KBS京都は編成の都合により行わない場合あり 18時台はサンテレビのみ。 祝日や夏の高校野球中継期間中のみ、トップ中継は19時00分まで 朝日放送テレビで21時48分まで放送する場合、リレー中継はなし |
| ナイトゲーム | 日曜日 | 17時55分 - 19時00分 20時54分 - 21時22分 | 試合終了まで | [ 60 ] |
| デーゲーム   | 日曜日 | 14時00分 - 15時25分 15時55分 - 17時00分 | 試合終了まで | 朝日放送テレビでゴルフ中継がある日に、サンテレビのみどちらかで実施。 |

- 視聴者プレゼント

2021年までの阪神戦の生中継では、「クイズ!ドクターK」と題したデータ放送プレゼントクイズを実施。2018年は広島ホームテレビが別途制作した対広島戦の中継（後述）でも実施された。
放送中に随時出題される問題（すべて3択）に正解すると1ストライクを奪い、三振（3ストライク）を奪うごとに1ポイントを獲得。ポイントの獲得数に応じて、グルメギフトやタイガースの選手・監督のサインボール・色紙などがプレゼントされる。過去には賞金のプレゼントもあった。
基本的に番組開始時にまず10問を出題。その後30分ペースで次の5問が追加される。
プレゼントの応募は獲得ポイント数に到達した際、データ放送に表示される電話番号にスマートフォンを含む携帯電話の 67コール（1応募につき54円必要=定額、無料通話コースであっても例外なく課金される）に電話を掛ける。ただし格安スマホ（Y!mobileを含む）からは応募できず、NTTドコモ、ソフトバンク、auの対応機種からのみの応募となる。
当選者には翌日日中までに応募した電話番号あてに番組スタッフが電話をかけて、個人情報をうかがって当選成立となる。
2022年の関西ローカル向け阪神戦中継では、この年の阪神のチームスローガンが「イチにカケル!」であることにちなんで、視聴者へのプレゼント企画と連動した「5秒にカケル!」（過去に当番組で放送した阪神ホームゲーム中継のアーカイブ映像から出題する三者択一式のクイズ）をイニング間（CM前の5秒間）に挿入。当時の阪神の監督か選手1名が写っている名シーン（または阪神の勝利が決まった瞬間）の映像をベースに、上記の人物の顔や着用していたユニフォームの背番号へマスキング処理（複数の白い横縞）を施すことによって、横縞の間から表情がかすかに窺える人物の名前を視聴者に推理させている。ちなみに、サンテレビとのトップ&リレー中継日には、朝日放送テレビでの放送時間内でのみ出題。
実際には、「ガッチャマンの歌」（関西地方では関西テレビで放送していた『科学忍者隊ガッチャマン』オリジナル版の主題歌）の歌い出し（子門真人が「誰だ?」と3回連呼している）音源を合図に、難易度の高い出題映像を繰り返し流している。（中継時間内で）最後のCMの前には、横縞同士の間隔を大きく広げた「大ヒント映像」を流したうえで、3つの選択肢（いずれも阪神へ実際に在籍していた人物の氏名）および、選択肢ごとに設けた「67コール」での応募用電話番号を字幕で表示。正解の選択肢と対応させた番号で規定の期間内に応募した視聴者から、抽選で1名にプレゼントを進呈している。
同年8月31日の対広島戦では、実況と解説を別制作した広島ホームテレビでも独自のプレゼント企画を実施したが（9月18日の広島対中日戦1塁側内野指定席ペア・栗林良吏のハイクオリティユニフォーム・8ラインスクラッチ宝くじ100枚・Amazonギフト券10,000円分、各1名）、こちらはホームゲームでの実施時と同様に、データ放送ではなく放送中にテロップで表示される賞品ごとの専用電話番号での受付だった。

### 広島ホームテレビ
広島東洋カープ戦を放映。2009年のオープン戦からは、広島県ローカル中継に限り『カープ応援中継“勝ちグセ。”』という別番組名を設定しており、対巨人戦以外の中継は『J SPORTS STADIUM』にも配信する（地上波中継開始前、終了後は裏送り）。
ナイトゲームの場合はローカル情報番組『ピタニュー』の終了時刻を繰り上げ、18時17分から放映する（J SPORTSでは完全中継）。かつては18時台に冠スポンサー を設け、スポンサー関係の人物がゲスト出演する事もあった。
1990年代前半までは、他にネット局がない場合でも対戦相手の地元局（テレビ朝日・朝日放送・メ〜テレ）のアナウンサーをベンチレポーターとして起用する日もあり、この場合は制作協力として相手局がクレジットされていた。
かつては水曜ナイターを中国放送（TBS系列）とほぼ半々の割合で中継していたため、朝日放送に次いで全国ネット番組の差し替えが多かった他、木曜日は広島テレビ（日本テレビ系列） と、金曜日は中国放送やテレビ新広島（フジテレビ系列）と分け合う形で頻繁に差し替えていた。土曜日や日曜日もデーゲームを中心に中継し、編成の都合で他局が担当できない場合はナイターを放映することがあり、週や月によっては朝日放送以上の差し替え回数となる場合もあった。
2005年以降は自社の経費節減に加え、ゴールデンタイム（特に木曜から土曜）の番組差し替えを抑制する方針に転換したテレビ朝日や番組スポンサーの意向もあり中継本数が減少し、それ以降は朝日放送テレビが阪神戦を編成した水曜日に同調したり、ゴールデンタイムに朝日放送テレビ制作枠がある火曜または日曜に編成することが多い。
また、毎年3月に香川県で開催される対阪神のオープン戦（阪神主催）を朝日放送からネット受け（この他に瀬戸内海放送でもネット）したり、岡山県営球場で開催の広島主催のオープン戦を瀬戸内海放送と共同制作・放映したりしていたが、編成・経費等の都合から2008年までの数年間ネットされていなかった。
2002年以降はオープン戦中継を行っていなかったが、2009年から再開され、1〜2試合程度放送し、特にマツダスタジアム開催分は『勝ちグセ。サンデー恋すぽ』との連動企画を実施している。
同様に2002年以降放送していなかったビジターゲームも朝日放送制作の対阪神戦を2009年はオープン戦・公式戦各1試合をネット受けで、2010・2013・2014年は実況・解説を差し替えて放映したが、2011・2012年は一度もなかった。その一方で2014年には初めてヤクルト主催ゲー厶でテレビ朝日技術協力による自社乗り込みを実施した他、2016年からは球団制作映像を利用する形で対DeNA戦も自社制作で放送している。また、交流戦またはオープン戦におけるパ・リーグ主催のビジターゲームの中継についてもこれまでは放送実績がなかったが、2015年6月9日の対西武戦（解説:北別府学・前田智徳、実況:渡辺徹、地上波全国放送の『日本ハム vs 巨人』の放送枠差し替えで、球団制作映像を利用して広島からのオフチューブ実況）と2019年6月16日の対楽天戦（解説:前田智徳、実況:廣瀬隼也、広島からのオフチューブか現地乗り込みかは不明。宮城県では東北放送（TBS系列）が宮城県ローカルで放送）を何れも自社制作で放送しており、2015年からは対ソフトバンク戦も自社制作で放送している。
この他、地方開催の主催デーゲームをテレビ朝日や開催地の系列局でも放映する場合や、巨人戦裏カードのナイターが全国中継となった場合はテレビ朝日（阪神戦の一部は〈旧〉朝日放送）主管で制作することもあった。ヤクルト主催の広島戦でもこのような事例はあり、テレビ朝日と広島側で画面のみを共有し、実況やスコア表示はそれぞれ独自に行ったこともあった（中日戦の場合はメ〜テレも加わることがあった）。過去には、松本市野球場で行われた広島主催ナイターを長野朝日放送が当時ローカルセールス枠だった水曜19時台のみネットしたこともある。
2013・2014年は「勝ちグセ。応援ツイート」として、Twitterによる応援メッセージ投稿を受け付け、画面左上にもメッセージを表示し、投稿者からの抽選によるプレゼントも実施していたため、2013年以降の対巨人戦は地上波と衛星波（BS朝日・テレ朝チャンネル2）で別制作となり、地上波は広島ホームテレビ制作による『カープ応援中継“勝ちグセ。”』名義での、衛星波はテレビ朝日制作による『スーパーベースボール』名義での中継（メイン映像は同じだが、テーマソング〈地上波は年度により曲が異なり、BS朝日・テレ朝チャンネル2は『FIRE BALL』【KAZSIN】を使用〉・スコア表示〈地上波は広島ホームテレビ仕様、BS朝日・テレ朝チャンネル2はテレビ朝日仕様を使用〉で各々異なっている）となった。2015年以降はプレゼント企画は引き続き実施しているが、応援メッセージの画面表示は実施していない代わりに2018年までのテレビ朝日・九州朝日放送・メ～テレに準じて左上に対戦投手・打者とNEXTの2人を表示している。2019年3月31日の対巨人戦（マツダスタジアム）開幕3戦目の広島ホームテレビの中継は山口朝日放送・愛媛朝日テレビとの3局ネットで放送し、テレビ朝日でも新潟テレビ21との2局ネット（BS朝日〈リレー中継〉、テレ朝チャンネル2〈完全中継〉でも地上波同時放送）で放送したため、テレビ朝日系列では実質上は二重制作となった。ただし、隣県の瀬戸内海放送（香川県・岡山県）では『広島対巨人戦』は広島ホームテレビ制作分とテレビ朝日制作分のどちらも、また地理的に近く過去に個別ネットでの放送実績があった朝日放送テレビ制作の『阪神対ヤクルト戦』もいずれも同時ネットで放送されなかった。ただし、広島対巨人戦はテレビ朝日制作分をBS朝日（リレー中継）･テレ朝チャンネル2（完全中継かつ地上波同時放送）で、広島ホームテレビ制作分をスカパー! オンデマンドで、阪神対ヤクルト戦はTigers-ai制作分をスカイAで各々放送したため、実質上は視聴ができた。
2015年は広島県ローカルで唯一配球チャートを表示していた他、朝日放送に準じた「スーパーアングル」（前述）も実施していたが、いずれも中継設備などの関係上マツダスタジアム開催時のみとなっていた他、同球場開催でも機材や要員の都合によってはない場合があった。
ゴールデンタイムで予定していた中継が編成の都合で取りやめとなった場合（優勝決定で消化試合となり、差し替え予定だった通常番組に変更し、深夜の録画放送も編成できない場合など）は、映像制作（主にクロステレビビジョンが協力）とヒーローインタビュー担当アナウンサーの派遣のみ通常通り行い、実況はJ SPORTSが手配した要員が行う形になる。
2018年以降は、水曜ナイターの対阪神戦の差し替えがビジター側でも認められたため、2018年は4月11日･7月25日・8月15日の3試合を、2020年は7月22日･10月21日の2試合を何れも自社制作で中継し（朝日放送テレビ制作協力、京セラドーム大阪での2018年8月15日は高校野球期間中のためサンテレビも技術協力。いずれもノンクレジット扱いで広島ホームテレビが単独で制作著作としてクレジット）、前田が解説を担当した2018年の2試合は『クイズドクターK』を2局共同で実施した（実況は各局別で実施）。また金石が解説を担当した2020年の2試合はBS朝日でもBS朝日制作著作・朝日放送テレビ・関西東通制作協力で地上波関西ローカルとは別制作で放送したため、テレビ朝日系列では実質上は三重制作となった。2021年は4月14日（水曜ナイター）は広島からのオフチューブで中継を行ったが（解説：前田智徳、実況：吉弘翔〈朝日放送テレビでは解説：福本豊、実況：伊藤史隆、リポーター・横山太一〉）、5月2日（日曜デーゲーム）と9月29日（水曜ナイター）は中継を見送り、通常通りの番組編成とした。また両日ともNHK BS1（5月2日は日本ハム対西武戦を、9月29日は他番組を放送）やBS朝日（いずれの日もスポーツ以外の番組を放送）での放送が行われないため、広島県ではノンスクランブルでの視聴が不可能だった。
2018年5月13日（日）のデーゲームでは久しぶりに朝日放送テレビとの別制作ではない2局ネット（両局共同での連動データ放送による「クイズ!ドクターK」のプレゼント企画も実施）が予定されており、同局から福本が派遣される予定（北別府とのダブル解説。実況は広島ホームテレビの廣瀬が担当）であったが、雨天中止により取り止めとなった。代替日は9月21日（金曜日）に開催され、広島ホームテレビは『関ジャニ∞のTheモーツァルト 音楽王No.1決定戦』を後日遅れネットに変更した上で放送したが、朝日放送テレビは差し替えが不可能だったため、サンテレビでの振替放送となった。KBS京都・三重テレビは同時ネットでの放送が出来なかったが、J SPORTSでは広島ホームテレビの中継を同時放送したため、実質上は視聴が出来た。
2021年は新型コロナウイルス感染拡大と、広島県内在住の北別府が白血病の治療による骨強度の低下の影響からの大腿骨の骨折や、腎臓の機能障害など、怪我や病気が相次いだことから活動が困難となり、その他の解説者が関東圏在住となっていることによる長距離移動の抑制を考慮して、特に明言はされなかったが、事前番組の『ひろしま深掘りライブ フロントドア』がアナウンサーのみの単独出演となり、中継中に放送席が一切映らなかった一方、全国高等学校野球選手権広島大会中継では通常通り放送席が撮影されているため（実況と解説の間にパーティションを設置）、プロ野球中継に関しては実況・リポートのみ現地に派遣するか完全オフチューブのどちらかとして、解説者が居住地近隣の放送局（テレビ朝日など）のスタジオからリモート出演していると推測できる状況が見られた。
2022年は蔓延防止重点措置の解除や移動制限の緩和により、3月6日の広島対西武オープン戦（マツダスタジアム）では前田が現地放送席からの出演となり、3月27日のDeNA対広島戦（横浜スタジアム）では実況（廣瀬隼也）・リポーター（榮真樹）の現地乗り込みを実施したが、同日前田はBS朝日・テレビ朝日のソフトバンク対日本ハム戦での解説があり、北別府が前述の理由で出演不可能なため、解説は関東圏在住の金石昭人が出演した。一方、朝日放送テレビの放映権に乗る形で別制作する阪神対広島戦は、4月10日（日曜デーゲーム）は、2021年5月2日・9月29日に類似した事情で中継を断念し、当該時間帯は中継の編成が比較的容易なローカル編成枠であったことから、通常時と同様のテレビ朝日系列（『ビートたけしのTVタックル』）・テレビ東京系列（『あちこちオードリー』『開運!なんでも鑑定団』他）の番販バラエティ番組の編成で代替したほか、7月6日（水曜ナイター。『くりぃむクイズ ミラクル9』3時間スペシャルを差し替え）も、前週の6月28日（火曜日）に『アメトーーク!』3時間スペシャルを広島対ヤクルト戦中継に差し替えたこと（『アメトーーク!』は7月10日〈日曜〉13:55から遅れネット）から3時間スペシャルの2週連続差し替えを回避することと、同日BS朝日でも放送することも考慮して中継を断念し、『ミラクル9』の同時ネットとしたが、5月11日（解説：達川光男、実況：吉弘）・8月31日（解説：前田、実況：廣瀬）の水曜ナイターは別制作での中継を行った。
2023年レギュラーシーズンは、甲子園球場からの中継は1試合にとどまったが、日本ハム主催試合で初めて自社制作を行った。
同年のクライマックスシリーズについてはファーストステージ第3戦の放送を予定していたが、第2戦で決着したことで結果的に放送なしとなった。さらに本来の番組の振替枠およびスポンサー調整などとの兼ね合いから、阪神主催の第1戦の朝日放送テレビ協力による別制作と放送を断念する結果となった。

### 九州朝日放送
福岡ソフトバンクホークス戦を放映。ビジターゲームも自社制作を行う。
デーゲームは、一部主要試合（開幕戦やクライマックスシリーズなど）は山口朝日放送・長崎文化放送・大分朝日放送・熊本朝日放送・テレビ宮崎（年度によってはネットしない場合あり）・鹿児島放送・琉球朝日放送にも同時ネット（ネット局では延長なし）で放送される。
年1回、九州朝日放送の協賛で以前は同局のローカル深夜番組『ドォーモ』とタイアップした「ドォーモデー」、2019年以降は同局の朝の情報ワイド番組『アサデス。』とタイアップした『アサデス。デー』として開催される試合がある。当然ながら当該試合は九州朝日放送での放送となるが、ビジター側地元局が実況と一部映像を差し替えて放送することがある（北海道テレビ・朝日放送テレビ・広島ホームテレビでの実例あり）。
2018年以降に交流戦の対巨人戦以外の試合を地上波･BS朝日で並列放送する際は、地上波向けと衛星波向けで二重制作（同年6月3日の対DeNA戦・2019年6月12日の対阪神戦）または交流戦の対巨人戦同様にテレビ朝日側で別制作（同年5月18日の熊本での対日本ハム戦・2020年6月21日・2021年3月27日 の対ロッテ戦）のどちらかとなる。
かつてホークスの親会社がダイエーだった頃は、同社の資本があったサンテレビで放映される中継にも「制作協力」として供給し、時折九州朝日放送のアナウンサーと解説者が実況を担当することもあった（サンテレビ側から派遣の場合もあり）。またカードによっては同時ネット（一部デーゲームはテレビ朝日も制作とネットに参加）とすることもあった。
2000年代以降は、制作コスト削減のために映像は福岡ソフトバンクホークスマーケティング制作の公式映像に独自映像を挿入する形式で放送しているが、開幕戦シリーズ､前述の自社番組とタイアップした中継やクライマックスシリーズは完全自社制作で放送する場合がある。
2018年シーズンより「KBCホークスナイター」と共通のキャッチコピーとして同年4月よりスタートした「シリタカ!」のタイトルをもじった「カチタカ!」を採用し、ローカル中継のタイトルも「カチタカ!」に変更されている。（なおナイター中継をする際は「シリタカ!」が全編休止となる場合がある）
2024年を持って「シリタカ！」が終了したことで、2025年からは「KBC SPORTS」に改められた。
2019年6月9日の交流戦の対広島戦（マツダスタジアム）は広島ホームテレビと九州朝日放送が別制作したが、実況・解説が出身地と所属局・放送地域でねじれが生じた。なお、当該中継では両局共同でのTwitter限定プレゼント企画を実施した。一方、広島・福岡の両県に挟まれ、情報番組・特別番組などでは中四国ブロックと九州ブロックの両方でネット受けや制作に参加した実績がある山口朝日放送（山口県）ではどちらの中継も放送しなかった。但し、衛星波ではJ SPORTSが広島ホームテレビ制作分を同時ネットで放送したため、実施上は視聴が出来た。なお、福岡PayPayドームで開催された、2020年3月14日のオープン戦（解説:西村龍次、実況:居内陽平、〈広島ホームテレビでは、解説:前田智徳、実況:廣瀬隼也〉）と2021年6月9日の交流戦（解説:西村龍次、実況:和田侑也〈広島ホームテレビでは、解説:前田智徳、実況:吉弘翔〉）でも各々別制作を行った他、前者は両局共同によるTwitter限定プレゼント企画も実施された。
ライオンズの埼玉県への移転からホークスの福岡県への移転までの空白期となる1979年 - 1988年には、福岡県ではオープン戦を含めれば中日を除く各球団が主催試合を行ったため、テレビ朝日や主催球団の地元局（阪神戦・近鉄戦での朝日放送など）制作中継への制作協力を行ったほか、1980年3月28日には、平和台野球場での広島対近鉄のオープン戦を自社制作して広島ホームテレビとの2局ネットで放送したことがあった。

### 北海道テレビ
北海道日本ハムファイターズ戦を放映。ビジターゲームも自社制作を行う。
土曜・祝日デーゲームが中心で、ナイトゲームは朝日放送テレビが阪神戦を編成した水曜日に同調し、18時15分（2015年までは18時30分）から放映する（全国ネットの巨人戦の差し替えや編成上の都合で他の曜日(主に火曜日)に放映される場合もある）。ただし、2013年は水曜日が北海道放送での中継が多くなるため水曜日の放映は少なくなる見込み。この場合、通常のレギュラー放送の番組は「土曜ワイド劇場」やバラエティー番組の再放送枠である土曜日12時 - 15時台の時間帯に時差ネットで放送される。
ローカル中継に限り、2009年から2019年3月までは自社制作の情報番組『イチオシ!』の名称を冠した『イチオシ!ファイターズ』として放映、4月からは『イチオシ!』の番組名が『イチオシ!!』に変更したことに伴い『イチオシ!!ファイターズ』とスポンサーの100満ボルトとして放映されている。2013年まで札幌ドームで行われるホームゲームでは『イチオシ!』キャスターのヒロ福地がゲストに入る場合もあった。また、札幌ドームで行われるナイトゲームについては深夜に『朝までファイターズ』と題した録画放送を行う（フィラー扱い）。
21時跨ぎの特番を差し替えてのナイター中継や土曜デーゲーム中継では試合が早く終了した場合、番組を予定より繰り上げて終了し、残りの時間を『FFFFF』再放送に当てる場合もある。
日曜デーゲーム中継はネットワークセールス枠優先のため、他局が編成の都合により中継できない場合や中継本数調整のために年1、2回程度、13時55分より（13時プレイボールの場合）試合途中から放送されていた。試合延長により終了時間の16:00を超える場合、2014年までは16:00から放送される単発番組（スペシャルサンデー枠）や別のスポーツ中継についてはANN NEWS&SPORTS終了後、ネットスポンサー（ネットワークセールス対象番組のみ）・字幕放送つきで同日時差放送されていた（その際、「予定の番組を変更してお送りしています」とテロップ表示され、深夜時間帯で当初編成していた番組に放送時間の変更または休止が生じる）。2016年からは日曜日の試合開始時間が原則14時となったことから中継本数が増加した。
2014年は北海道テレビのスマホアプリ「テレばた会議」と連動したアンケート企画を実施した。2015年8月からは連動データ放送を利用した「ファイターズコレクション（Fコレ）」を開始。
日本ハムの北海道移転以前は、札幌市円山球場など道内の球場で行われた試合（東京時代の日本ハム、西武、ヤクルトなど）がテレビ朝日で放送される際に制作協力として参加し、ネット受けする場合があった。

### 東日本放送
東北楽天ゴールデンイーグルス戦を放映。2021年のみ『もえスポBASEBALL』の番組名を使用した。2016年以降はビジター戦の仙台からのオフチューブ中継が増加した。楽天球団の創設当初から放映試合数は東北放送（TBS系列）に次いでいたが、同年と翌2017年は在仙局で最多放映試合数を記録した。東北地方の系列局へのネットは少なく、2012年以降、秋田朝日放送が年間数試合を同時ネットする程度（同局では楽天が秋田で開催する試合を2017年まで楽天野球団と共催しており、同時ネットはそのプロモーションの意味合いが強く、中継中に秋田開催試合のCMが何度も流されていたが、2020年から共催が秋田テレビに交代した）。秋田朝日放送では中継延長なし。
2018年度から2021年度までは、土曜日の夕方にスポーツ情報番組『もえスポ』が放送された。楽天戦中継で解説を担当してきた江尻慎太郎がメインMCを務めることもあり、試合が延びた際には同番組内でも中継を続けていた。
ビジターゲームについては先述の仙台からのオフチューブ以外に、2006年は日本ハム戦（北海道テレビ制作）、2007年の西武戦（テレビ朝日制作、ソフトバンク対オリックス戦と二元中継）、2008年のソフトバンク戦（九州朝日放送制作）のオープニングゲームをネット受けし、2010年と2011年は対阪神戦を自社制作で放映した。
2008年までの自社制作では、ローカルタレントの本間秋彦が「ファン代表」として放送席に座り、解説の大塚光二と愉快なトークを繰り広げることがおなじみだった。また、2009年までの中継では相手チームのリポーターは系列局のアナウンサーが担当していた。
楽天球団発足以前、宮城球場で開催の西武・ヤクルトなどの主催ゲームをテレビ朝日が放送した際には制作協力で参加する場合があり、まれに『パワーアップナイター』枠で延長なしの全国放送になる場合もあった。
スコア表示については、主催試合は楽天球団公式映像のものと独自のものを組み合わせて使用している。ビジターゲームの中継時、関東圏の球団およびオリックスの主催試合では球団制作映像を流用するため、DeNA主催ではTBSテレビの、オリックス主催ではJ SPORTSのフォーマットとなる（前者は『S☆1 BASEBALL』を、後者は『野球好き』を削除）。テレビ朝日系列局が中継する場合は、実況を仙台からのオフチューブで独自に差し替えても地元局のスコア表示をそのまま使用するため、北海道テレビや広島ホームテレビからの配信時はテレビ朝日系列では1世代前のデザインとなる。ただし、朝日放送テレビはVTR切り替えCGの『虎バン主義』ロゴや上新電機のスポンサーロゴを削除した映像を裏送りし、北海道テレビはランニングスコアの「イチオシ!!ファイターズ」を対戦カードに、「HTB SPORTS」を「SUPER BASEBALL」に差し替え、九州朝日放送は得点時とランニングスコアの「カチタカ!」をBS朝日向けと同様「SUPER BASEBALL」に差し替え、広島ホームテレビはランニングスコアの「勝ちグセ。」を「日本生命セ・パ交流戦」差し替える配慮を行っている。また前記各局の地元向け中継でも楽天のヒーローインタビューを裏送りとせずにそのまま放送する場合がある。

### メ〜テレ
中日新聞資本に入っていないため、中日ドラゴンズ主催ゲームは放映出来ないが、デーゲームのビジターゲームを放映しており（朝日放送テレビ制作の対阪神戦と、広島ホームテレビ制作の対広島戦）、年度によっては、全国中継の対巨人戦の差し替えも行っている。原則としてホームチーム地元のテレビ朝日系列局の中継日に、系列局の映像を使用した中継が多いが、関東圏で開催（交流戦のロッテ主催等）の場合は自社単独放送となるため球団公式映像を使用する（解説・実況・スコア表示は自社で差し替える他、独自カメラを一部使用する。原則として名古屋からのオフチューブではなく乗り込みを実施）。
過去には中日の本拠地であるナゴヤドーム（ナゴヤ球場時代を含む）で行われたパ・リーグの公式戦を中継したことがある。
かつての『ビデオナイター・ゴーゴードラゴンズ』（録画放送）では、系列各局の中継以外に、業務提携関係にあるテレビ神奈川制作の横浜大洋戦・ヤクルト戦や、朝日放送と提携関係にあるサンテレビ（ごくまれにKBS京都）制作の阪神戦（以上は三重テレビと岐阜放送で生中継）を放映していた（実況・解説は差し替え）。
2024年6月15日のセ・パ交流戦「ロッテ対中日戦」（ZOZOマリン）では東海テレビ（フジテレビ系列）との間で『つなぐ中継』と題したリレー中継を実施。この試合の放映権を獲得したメーテレでは土曜夕方にテレビ朝日制作のアニメ番組（『クレヨンしんちゃん』・『ドラえもん』）を放送しており、裏番組で『ドラHOTプラス』を編成していた東海テレビに対して自社枠での中継終了後のリレー中継を打診したものであり、在名局で局外リレー中継を実施するのはこれが初めての事例。両局のリレー前後の時間帯にはZOZOマリン中継席（メーテレ中継に出演した谷繁元信と井戸田潤）と『ドラHOT+スタジオ』（峰竜太・岩瀬仁紀）のクロストークが実施された他、在名局が実施しているインターネット配信サービス『Locipo』でも両局共同の配信企画が同時に行われた。

### 地上波以外
テレビ朝日系列局がない山梨県・富山県・鳥取県・島根県・徳島県・高知県・佐賀県や、地上波系列局が地元球団の中継に差し替える地域でも楽しむことができる。

#### BS朝日
対巨人戦の中継は年数回程度、番組全編を通じて筆頭スポンサーとなる協賛社名を冠した『（協賛社名）Sports Special』として放映される。
近年は対巨人戦での地上波とのトップ&リレーまたは同一カードで地上波ローカル中継との別制作や、BS単独放送も行われている。以下、主催球団を基準に記載する。
日本ハム
- 対巨人戦の中継では、交流戦を地上波放送（2017年以降は原則としてデーゲーム開催[109]でテレビ朝日との2局ネットまたは一部地域ネットのどちらかで放送）またはBS単独放送時（地上波が道内他系列局で放送）に実況・解説・スコア表示をテレビ朝日側で用意して放送している他、2016年と2020年以降はオープン戦もBS単独放送で中継しており、スコア表示は交流戦と同様にテレビ朝日仕様を使用し、実況・解説は北海道テレビ側で用意する。対巨人戦以外の試合も2014年以降は対巨人戦と同じ制作体制で地上波（北海道ローカル）とは別制作またはBS単独放送（地上波が道内他系列局で放送する試合または放送がない試合）で中継しているが、この場合は実況は北海道テレビのアナウンサーまたはテレビ朝日のアナウンサーのどちらかが担当し、解説者も対戦カードによってはその都度異なる（テレビ朝日・朝日放送テレビからの派遣または本数契約の解説者の出演のどちらかとなる）。
- 交流戦の対巨人戦では2017年6月11日（北海道テレビ･福島放送との3局ネット）、2019年6月15日（北海道テレビとの2局ネット）に地上波関東ローカルからのリレー中継を前者は16:27から、後者は16:26から何れも放送（何れも東日本放送･広島ホームテレビ･九州朝日放送の様に地元局向けとの別制作を行わず、テレビ朝日主導制作で放送）。2022年5月29日はBS朝日とテレビ朝日（関東ローカル）が放送する（解説：前田智徳、ゲスト：桃田賢斗、実況：清水俊輔、リポーター：五十幡裕介。テレビ朝日の地上波放送分のみ副音声〈ゲスト：岩本勉・宮崎美穂・黒嵜菜々子、実況：寺川俊平〉とTwitterによる応援メッセージ企画あり）が、北海道テレビではリポーターとして五十幡を派遣するなど制作に関与したものの自社での放送（別制作を含む）を見送って別番組を編成。また、道内他系列局（北海道放送・札幌テレビ放送・テレビ北海道）[110]およびNHK札幌放送局も別途放送権を購入しての独自制作による北海道ローカル放送を行わなかった。逆に2024年6月16日はテレビ朝日（関東ローカル）・北海道テレビで放送したが、上述の中継体制とは異なり、テレビ朝日（解説：松田宣浩、実況：大西洋平、リポーター：清水俊輔）と北海道テレビ（解説：岩本勉、実況：五十幡裕介、リポーター・福永裕梨）で各々別制作を行っている。
- 対巨人戦以外の試合では2021年4月17日に対楽天戦を地上波関東ローカルとの同時ネットで放送（地上波は北海道テレビを含む道内他系列局での放送はなし。宮城県では東北放送〈TBS系列〉が自社制作で放送）。

西武
- 2005年までは『プロ野球熱闘ライオンズ』と題して放送していた。スコア表示については、テレビ朝日制作映像が使われて、基本的にはテレビ朝日のアナウンサーと解説者が担当するが、2012年からはBS単独放送分もテレ朝チャンネル2の実況アナウンサー（外部所属のフリーアナウンサー）と西武球団職員を含む本数契約解説者が担当することがあった（映像は共通だが、実況･解説をBS朝日向けとテレ朝チャンネル2向けを別制作していた。この場合BS朝日には対楽天戦に限り通常西武球団制作中継には出演しない飯田哲也が担当することがあった）。
- 球団制作中継のCS放送の放映権がフジテレビ（フジテレビTWO）に移動した2016年以降もBS朝日での放送を継続。同年･2017年は、解説者は前年までと異なりテレビ朝日（系列局からの派遣を含む）からの出演となったが、アナウンサーはシフトの都合により、BS単独放送時のみ外部所属のフリーアナウンサーが担当することがあった。2018年は稲葉篤紀の日本代表監督就任と古田敦也の出演減少もあり、球団制作中継解説者の出演が再開されている。

ロッテ
- 2008年までは『マリーンズライヴ』と題して放送していた。番組は球団制作[111] だが、BS朝日は「制作著作」として制作を主管する位置付けにあった。
- スポンサー面ではロッテ本社の一社協賛となっていた[112]。
- BS12 トゥエルビが球団制作中継の放送権を獲得してからは放送されないことが多くなったが、2018年以降はテレビ朝日・BS朝日制作著作による独自制作で放送している。

ヤクルト
- 主に対巨人戦を放送。2018年からは対巨人戦以外の試合も放送している。また、2014年の秋田こまちスタジアム、2015年の静岡草薙球場などの地方開催試合の中継実績もある。

巨人
- 2005年から2008年まで、地上波同時放送で中継（CSでは日テレジータスが日本テレビ制作で放送）。

阪神
- 2011年・2015年以降に対巨人戦を地上波全国ネットで中継する際はトップ&リレー中継[113]（原則として日曜デーゲームで地上波全国放送終了後からのリレー中継を実施し、朝日放送テレビのみ16:22[114]以降も中継かつ地上波同時放送となるが、地上波は最大17:25までの放送となり、17:25以降は裏送りでの放送となる）で、関西ローカルで放送する際は完全生中継で各々放送しているが、後者は冠スポンサー番組となる場合に限り、スポンサー名表示の関係上、BS朝日の中継はスコア表示は対戦カード･選手名･カウント･スコア表示･放送席顔出し時の出演者名など一部をテレビ朝日に準じた仕様（地上波と異なり顔写真なし。その他若干のアレンジあり）に差し替えていた。2015年からはハイライトの回数表示はテレビ朝日仕様になり、地上波と衛星波でテーマソング（地上波は『1％』〈梅田サイファー〉、BS朝日では『FIRE BALL』〈KAZSIN〉）やスコア表示（地上波はテレビ朝日準拠の自社仕様、BS朝日はテレビ朝日系列準拠の簡略化仕様[46]〈2020年10月21日の対広島戦から[47]〉）で各々異なっている。
- 2013年からは、交流戦の日曜デーゲーム（2013年6月9日･2018年6月10日＝対ロッテ戦、2014年6月8日･2016年6月19日＝対ソフトバンク戦、2015年6月7日･2019年6月9日＝対日本ハム戦、2017年6月18日=対楽天戦）も完全生中継で放送しており、2013年から2015年までは地上波関西ローカルとの同時ネットで放送していたが、2016年以降は地上波関西ローカルとは別制作で放送している。また、ビジター側地元局では2014年6月8日・2016年6月19日に九州朝日放送〈2014年：解説:西村龍次 実況:田上和延 ゲスト:松村邦洋、2016年：解説:藤原満 実況:近藤鉄太郎 ゲスト:松村邦洋〉が、2017年6月18日に東日本放送（解説：岡田彰布：実況：熊谷博之）が各々自社の出演者により別制作で放送。北海道テレビでは2015年6月7日は岩本勉と菊池友弘アナウンサー、2019年6月9日は五十幡裕介アナウンサーを派遣の上、何れも同時ネットで放送。
- 2015年5月20日（水曜）の対巨人戦では地上波関西ローカルとBS朝日での二重制作を初めて実施した（BS朝日・地上波は実況席の映像・ハイライトVTR・一部のBS朝日向けユニカメ挿入を除きほぼ全編同じ映像を共有）。スカイAはTigers-ai制作中継を放送。

地上波（関西ローカル）=18:16 - 20:54　実況：小縣裕介、解説：吉田義男・岡田彰布、リポーター：ヒロド歩美。スコア表示は朝日放送テレビ仕様。データ放送などで阪神球団80周年関連企画を実施。
BS朝日への裏送り＝18:00 - 20:54（試合終了まで）　実況：山下剛、解説：福本豊・前田智徳（テレビ朝日・広島ホームテレビ）、リポーター：北條瑛祐。テレビ朝日制作協力、スコア表示はテレビ朝日仕様。連動データ放送はBS朝日側で独自に実施。
スカイA=17:45 - 22:00（同上）　実況：寺西裕一、解説：掛布雅之（阪神タイガースゼネラルマネジャー付育成・バッティングコーディネーター、スカイA専属解説者）、リポーター：堀江良信（Tigers-ai共同制作。映像も別制作）
- 9月9日も同様の中継を実施。BS朝日の中継ではスコア表示はテレビ朝日仕様を使用したが、右端に「世界野球11月」の番組宣伝の字幕（テレビ朝日･TBSテレビ共同中継）が挿入された。

地上波（関西ローカル）=18:16 - 20:54　実況：清水次郎、解説：矢野燿大、下柳剛、リポーター：ヒロド歩美
BS朝日への裏送り=18:00 - 20:54（試合終了まで）　実況：山下剛、解説：古田敦也、リポーター：北條瑛祐
スカイA=17:45 - 22:00（同上）　実況：堀江良信、解説：掛布雅之、リポーター：桐山隆（Tigers-ai共同制作。映像も別制作）
- 同年7月9日（木曜）には対中日戦をBS単独放送で中継[115]（解説・矢野燿大：実況・高野純一：リポーター・北條瑛祐、Tigers-ai制作映像を使用。スコア表示は朝日放送〈当時〉仕様）。それ以降も地上波がサンテレビを含む在阪局で中継する試合または中継しない試合もBS単独放送で中継している。
- 2016年4月10日（日曜）には対巨人戦と交流戦以外では初めて、地上波とBS朝日（CS・スカイAではJリーグ中継の都合により、GAORAで生中継、19時よりディレー放送。映像は朝日放送（当時）制作で基本共有だが一部差し替えあり）で対広島戦を放送したが、上記と同じように地上波・CS・BS朝日で実況を差し替えている。ビジター側地元局の広島ホームテレビも独自実況で放送した。

地上波関西ローカル（13:55 - 16:30〈最大17:20〉）実況：高野純一、解説：吉田義男、関本賢太郎、リポーター：ヒロド歩美。スコア表示は朝日放送（当時）仕様。
BS朝日への裏送り（14:00 - 17:00〈試合終了まで〉） 実況：山下剛、解説：中西清起、リポーター：伊藤史隆。スコア表示はテレビ朝日仕様。テレビ朝日制作協力。
広島ホームテレビ（13:55 - 16:30〈延長なし〉） 実況：廣瀬隼也、解説：北別府学、朝日放送（当時）制作協力。スコア表示は広島ホームテレビ仕様。広島からのオフチューブで中継。
GAORA=13:45 - 18:00(試合終了まで)スカイA=19:00 - 23:30（録画中継、試合終了まで）　実況：中井雅之、解説：岡義朗、リポーター：桐山隆（Tigers-ai制作。映像も別制作）
- 地上波関西ローカルとは別制作またはBS単独放送（朝日放送テレビ制作サンテレビ完全中継を含む）で中継する際はBS朝日制作著作、朝日放送テレビ・関西東通制作協力となり（実況と解説は朝日放送テレビが担当）、スコア表示もテレビ朝日系列準拠の簡略化仕様を使用する。

オリックス
- 2014年までは交流戦の対巨人戦を朝日放送（当時）・BS朝日制作著作で中継。映像は一部でJ SPORTS（2013・2014年はFOX SPORTSジャパン）と同じ球団公式映像も使用。この関係で制作クレジットには『協力：オリックス野球クラブ（またはオリックス・バファローズ）』と表示される年度がある。スコア表示はテレビ朝日仕様となった。
- 交流戦が片側本拠地での1年交互開催となった2015年からは交流戦の対巨人戦が1年または2年交互となる関係で、同カードが行われない2015年5月1日（金曜）・2017年9月30日（土曜）に対ソフトバンク戦を朝日放送（当時）･BS朝日制作著作で中継した（冠スポンサーがないためスコア表示は朝日放送（当時）仕様で配球チャートも表示。前者は地上波はサンテレビが球団制作映像をスコア表示〔J SPORTSと同デザイン〕ごと使用して実況を差し替えて中継）。
- 2019年6月16日の交流戦の対阪神戦は地上波関西ローカル（解説:真弓明信、湯舟敏郎、実況:山下剛。朝日放送テレビ制作）とBS朝日（解説:下柳剛、実況:高野純一。BS朝日制作著作、朝日放送テレビ・関西東通制作協力）で二重制作を行ったが、スコア表示は2019年にモデルチェンジしたテレビ朝日系列仕様（顔写真なし）[116] を使用したが、地上波とは別に独自表示したためフォントや文字組みがやや異なっている他、Twitterによる応援メッセージ表示（テレビ朝日の地上波中継でも実施。データ放送の機能を利用して送り出しているため青ボタンで消去可能）や配球チャートの表示がない簡略化仕様だった（前述の阪神戦での簡略化版とも文字組みがやや異なる他、選手名などのモーションや球数表示がある。京セラドーム大阪での阪神戦を夏の高校野球期間中に関西ローカルで地上波放送する場合は、上述の甲子園球場阪神戦仕様ではなくオリックス戦仕様のものを使用）。BS単独放送で中継した2020年3月7日（土）のオープン戦の対巨人戦以降も上述の中継体制で放送されている。

楽天
- 2008年に交流戦2試合を中継。球団制作で、sky・A Sports+と同時放送。同年6月1日の交流戦の対広島戦は『プロ野球中継』というタイトルで放映された。交流戦の対巨人戦や、2014年からの対巨人戦以外の試合は東日本放送または宮城県内の他系列局での放送有無にかかわらず、球団制作映像と独自映像を併用かつ実況･解説･スコア表示をテレビ朝日側で用意して放送している。
- 交流戦の対巨人戦で2017年以降はBS朝日での生中継後に再編集して地上波関東ローカルで当日深夜に録画中継で放送している（年度により東日本放送は自社の出演者による別制作で放送するかNHK仙台放送局または宮城県内の他系列局が放送する〈前者は東北地方ローカルで放送〉。）。

ソフトバンク
- 2009年に九州朝日放送制作で数試合を地上波福岡県ローカルまたは山口県・九州沖縄地方ローカルと同時ネットで放送。対巨人戦の中継で2010年以降の交流戦はテレビ朝日側で実況･解説とスコア表示を差し替えて放送しており、2016年以降はオープン戦もBS単独放送で中継しているが、こちらは対巨人戦以外と同様に九州朝日放送のスタッフ（解説者はテレビ朝日からの派遣を含む）と自社仕様のスコア表示で放送している。対巨人戦以外の試合で2014年からはBS単独放送（地上波が福岡県内の他系列局で放送する試合や放送がない試合、実況･解説・スコア表示は九州朝日放送で用意するが、BS朝日・九州朝日放送制作著作〈年度によりBS朝日制作・九州朝日放送制作協力の名義の場合もあり〉で、球団制作映像も使用）で、2018年からは地上波（福岡県ローカルまたは山口･九州沖縄ブロックネット）とは別制作（テレビ朝日・BS朝日制作著作、九州朝日放送制作協力でスコア表示・ハイライト回数表示はテレビ朝日仕様を使用。実況は九州朝日放送のアナウンサーまたはテレビ朝日のアナウンサーのどちらかが担当し、解説者も対戦カードによってはテレビ朝日または朝日放送テレビのどちらかが派遣される）で何れも中継している。
- 交流戦の対巨人戦で2016年以降はデーゲーム中継を地上波関東ローカルとの同時ネットで放送しており（2016年6月12日のみリレー中継を放送）、2018年以降のナイター中継ではBS朝日での生中継後に再編集して地上波関東ローカルで当日深夜に録画中継で放送している（九州朝日放送では何れも自社の出演者による別制作で放送）。
- 対巨人戦以外の試合を地上波（福岡県ローカルまたは山口・九州沖縄ブロックネット）との別制作またはBS単独放送（地上波が福岡県内の他系列局で放送または放送がない試合）時は九州朝日放送のアナウンサーが担当するが、2019年5月18日の熊本での日本ハム戦（地上波は九州朝日放送・熊本朝日放送・鹿児島放送との3局ネット）・2020年6月21日・2021年3月27日の対ロッテ戦や交流戦の対巨人戦（BS単独放送のオープン戦を除く）･クライマックスシリーズではテレビ朝日のアナウンサーが担当し、スコア表示はテレビ朝日仕様を各々使用する。
- 2020年10月3日（土曜）の対日本ハム戦はBS朝日では生中継、九州朝日放送では録画中継という変則的な形態での放送となった。これまでの様に別制作とはせず、実況（沖繁義）・解説（西村龍次・前田智徳）は共通で、スコア表示も自社仕様を使用したが、BS朝日での放送に配慮して、テロップの番組名を全国ネット仕様の「SUPER BASEBALL」としていたため、福岡県ローカルの録画中継では「カチタカ!」の番組名をスコア表示とは別のテロップで出していた。また、制作クレジットもBS朝日では同局が制作著作で九州朝日放送が制作協力扱いだった一方、九州朝日放送では自社単独の制作著作扱いだった。また、北海道テレビでは九州朝日放送からの裏送りによる生中継、録画中継の同時ネット、「イチオシ!!ファイターズ」としての自社で実況･解説差し替えのいずれの形式でも放送されなかった他、ソフトバンク球団からの映像提供による道内他系列局での放送も行われなかった。

広島
- 対巨人戦を放送。年度により以下の中継体制が発生している。
- 2005年 地上波（全国ネット）とのトップ&リレーで放送。実況･解説はテレビ朝日が担当。
- 2006年 実況･解説･ベンチリポートは広島ホームテレビが担当したが、広島ホームテレビ（広島県ローカル）が生中継で放送する試合は地上波同時放送となったが、編成上の都合で当日深夜に録画中継で放送する試合は広島ホームテレビからの裏送りによる生中継での放送となった。
- 2007年（広島ホームテレビ放送時）- 広島ホームテレビ（広島県ローカル）、テレビ朝日（関東ローカル）・BS朝日で各々別制作。
- 2007年 （BS単独放送時）- テレビ朝日・BS朝日制作著作で放送。実況・解説はテレビ朝日が担当。
- 2008年 地上波同時放送。実況はテレビ朝日（関東ローカル）･広島ホームテレビ（広島県ローカル）との2局ネット放送時はテレビ朝日アナウンサーが、広島ホームテレビのみ（広島県ローカル）の放送時（スコア表示は広島ホームテレビ・BS朝日で各々異なった）は広島ホームテレビのアナウンサーが各々担当。
- 2009年・2010年（BS単独放送時） - テレビ朝日・BS朝日制作著作だが、実況・解説・ベンチリポートは広島ホームテレビが担当し、スコア表示はBS朝日仕様（テレビ朝日準拠ながら顔写真なしで16:9対応）を使用。
- 2009年（広島ホームテレビ放送時） - テレビ朝日（関東ローカル）・広島ホームテレビ（広島県ローカル）との2局ネット（テレビ朝日主導制作）で放送。
- 2010年（広島ホームテレビ放送時） - 地上波同時放送（広島県ローカル、スコア表示も自社仕様で番組名の箇所のみ『カープ応援中継“勝ちグセ。”』から『スーパーベースボール』に変更）だが、番組名とVTR切り替え時のアイキャッチ及びテーマ曲のみ地上波全国中継に準拠[117]。
- 2011年（BS単独放送時） - 実況はテレビ朝日の中山貴雄アナウンサー（当時）・解説は小宮山悟（本数契約）、ベンチリポートは広島ホームテレビが担当。スコア表示はテレビ朝日仕様の顔写真なし版を使用。
- 2011年（広島ホームテレビ放送時） - 実況はテレビ朝日の中山貴雄アナウンサー（当時）、解説は北別府学・小宮山悟（本数契約）が担当。地上波同時放送（広島県ローカル）だが、スコア表示は広島ホームテレビ（自社仕様で番組名の箇所のみ『スーパーベースボール』に差し替え）とBS朝日（テレビ朝日仕様の顔写真なし版）でそれぞれ異なった[118]。
- 2012年 - 2015年（BS単独放送時） - テレビ朝日・BS朝日制作著作で放送。実況・解説はテレビ朝日が担当。
- 2013年以降 - （広島ホームテレビ放送時）広島ホームテレビ（『カープ応援中継“勝ちグセ。”』、広島県ローカル）・BS朝日（『スーパーベースボール』）で各々別制作で放送（メイン映像は地上波・BS朝日で同じだが、スコア表示〈広島ホームテレビは自社仕様、BS朝日はテレビ朝日仕様を使用〉・テーマソング〈広島ホームテレビは年度により曲が異なり、BS朝日は『FIRE BALL』【KAZSIN】を使用〉で各々異なっている）。2019年3月31日の開幕3戦目は地上波関東ローカルからのリレー中継を16:22から放送（広島ホームテレビは自社の出演者による別制作で放送）。

#### テレ朝チャンネル2
テレビ朝日系列のCS放送局であるテレ朝チャンネルと旧・朝日ニュースター（現：テレ朝チャンネル2 ニュース・情報・スポーツ）では、番組編成の都合によりプロ野球中継は長年行っていなかった。

しかし、2012年からはsky・A sports+（現：スカイA）で行われていた楽天戦がJ SPORTSに移行し、J SPORTSで中継されていた西武戦が朝日ニュースターに移行し「プロ野球中継 出しきれ!ライオンズ」という題名で放送された（制作はライオンズ球団とテレビ朝日の共同制作。
前年までのJ SPORTS西武戦に制作協力していたテレテックも引き続き協力）。なお同年度はスカパー!プレミアムサービス、スカパー!のいずれでもハイビジョン放送を実施していなかったため（スカパー!プレミアムサービスは10月にハイビジョン放送開始、スカパー!は7月1日開始）、スカパー!プレミアムサービスはレターボックス16:9による額縁放送、スカパー!は16:9標準画質放送となり、スカパー!プレミアムサービスの「プロ野球セットHD」加入者向けに、スカチャンHDでのハイビジョン同時生中継も行っていた。また、ひかりTVのひかりTVチャンネルHD、パ・リーグTV、プロ野球24向けにも配信されていた。テレ朝ch2における西武戦の中継は2015年まで行われていた。
「広島対巨人」が広島ホームテレビ・地上波テレビ朝日系列（広島県ローカル含む）、BS朝日で中継する場合とライオンズ主管試合が重複する場合がある時や、テレ朝ch2で他のスポーツイベントが開催される場合など、やむを得ない事情でテレ朝ch2で放送できない試合がある時は、広島対巨人戦をテレ朝チャンネル1に移行する場合もあった。
なお、CSアナログ放送時代には朝日ニュースターの前身である『衛星チャンネル』がヤクルトと西武の主催ゲームの一部をテレビ朝日の制作により『サテライトナイター』のタイトルで中継を行い、地上波全国放送の際にはトップ&リレー中継もしていた。また、2011年までJ SPORTSで放映されていた西武のホームゲーム中継は、かつてテレビ朝日の持分法適用関連会社であったテレテックが制作していた（それ以前にテレビ朝日が制作していた時代もある）。
この他、朝日放送テレビ系列のスカイAも阪神主催ゲームを中継している（2011年までは楽天の主催ゲームも担当）が、基本的に朝日放送テレビではなく球団公式の番組が使用されている（朝日放送中継日の阪神主催ゲームのみ、一部の試合を除き朝日放送テレビの映像を使用する）。詳しくは『スカイA スタジアム』を参照のこと。
なお、オールスター・日本シリーズで地上波テレビ朝日系列・BS朝日での中継時は、2011年まではスカイAで放送していたが、2012年からはテレ朝チャンネル2で録画中継を行っている。ただし阪神・オリックスの主幹による関西圏開催で朝日放送テレビ制作（テレビ朝日主幹の場合を含む）となる場合はスカイAでの録画中継となる（例:2014年第1戦）。
2016年7月18日・2017年9月12日・2018年4月20日・2019年7月9日・2020年9月6日 には「阪神対巨人」（阪神甲子園球場、Tigers-ai制作）の中継も行われた。

## 主題歌

### テレビ朝日制作分
（BS朝日およびテレ朝チャンネル2放送分を含む）
| 年度                                    | 曲名                         | アーティスト                           | 備考                                                                              |
| --------------------------------------- | ---------------------------- | -------------------------------------- | --------------------------------------------------------------------------------- |
| ゴールデンナイター/パワーアップナイター |                              |                                        |                                                                                   |
| ? - 1978年                              | スポーツマン                 | レイモンド服部（作曲）                 |                                                                                   |
| 1979年 - 1981年                         | テレビ朝日スポーツ・テーマ   | いずみたく（作曲）                     | 1980年のモスクワオリンピック中継用に作られた曲                                    |
| 1982年 - 1991年                         | 朝日に栄光あれ               | 神津善行（作曲）                       | 行進曲                                                                            |
| 1992年 - 1997年                         | ROUND TRIP                   | DIMENSION                              | アレンジバージョンを使用                                                          |
| 1998年 - 2000年                         | Go for "The Dream"           | 柳ジョージ                             |                                                                                   |
| 2001年                                  | Follow Winds                 | A-my                                   |                                                                                   |
| 2002年                                  | 熱き鼓動の果て               | B'z                                    |                                                                                   |
| スーパーベースボール                    |                              |                                        |                                                                                   |
| 2003年                                  | IT'S SHOWTIME!!              | B'z                                    |                                                                                   |
| 2003年                                  | 野性のENERGY                 | B'z                                    |                                                                                   |
| 2004年                                  | OH JAPAN 〜OUR TIME IS NOW〜 | TMG                                    |                                                                                   |
| 2004年                                  | ARIGATO                      | B'z                                    | [ 128 ]                                                                           |
| 2005年                                  | 夢よ、舞いおどれ!!           | なんばあきひろAND宇宙船地球号feat.八駿 |                                                                                   |
| 2005年                                  | BANG! BANG! バカンス!        | SMAP                                   |                                                                                   |
| 2006年 - 2007年                         | buzzer beater                | SMAP                                   | アジアシリーズまで                                                                |
| 2007年 - 2009年                         | 弾丸ファイター               | SMAP                                   | 北京オリンピック・アジア地区最終予選中継から、2009年前期まで                      |
| 2009年 - 2012年4月                      | スーパースター★              | SMAP                                   | 2009年後期から 広島ホームテレビは主に全国放送またはBS朝日との同時放送のみ（後述） |
| 2012年5月 - 2022年                      | ファンタズムーンテーマ       | 高梨康治                               | [ 129 ]                                                                           |
| 2015年 - 2022年                         | 彼こそが海賊                 | クラウス・バデルト                     | [ 130 ] [ 131 ]                                                                   |
| 2023年 -                                | FIRE BALL                    | KAZSIN                                 | [ 132 ]                                                                           |

備考
WBCやWBSCプレミア12等の日本代表戦においては、布袋寅泰の『BATTLE WITHOUT HONOR OR HUMANITY』を使用。

### 朝日放送テレビ制作分（関西ローカル）
朝日放送テレビの関西ローカル中継では、以下に挙げた独自のテーマ曲が使用されている。
| 年度             | 曲名                          | アーティスト                                                                                      | 備考 |
| ---------------- | ----------------------------- | ------------------------------------------------------------------------------------------------- | --- |
| ? - 1990年代半ば | ウィーンはいつもウィーン      | J・シュランメル（作曲） ボストン・ポップス・オーケストラ（演奏） アーサー・フィードラー（指揮者） | 行進曲 腸捻転（ネットチェンジ）によりTBS系列だった時代にも使用 |
| 1998年 - 2002年  | BLACK BOTTOM BRASS BANDの楽曲 | BLACK BOTTOM BRASS BANDの楽曲                                                                     | sky・Aで放映されていた『sky・Aプロ野球速報』でも使用 |
| 2021年 - 2023年  | Dancing With My Fingers       | MIYAVI vs 三浦大知                                                                                | 番組内ではクレジットなし。朝日放送テレビの番組表に記載。 阪神対巨人戦及び日本シリーズのテレビ朝日系列地上波全国中継でも使用。 中継開始と終了時(中継時間内に試合が終了した場合のみ)に加え、新たにCM前にも流れている。 ハイライトでは『Lady Luck』（SANOVA）を使用 。 BS朝日向けの地上波との別制作分または単独放送時は、テレビ朝日のテーマ曲を使用。 |
| 2024年           | gg燦然                        | 10-FEET                                                                                           | 『ABCフレッシュアップベースボール』（朝日放送ラジオ）および、 野球中継以外で朝日放送グループが関西ローカル向けに制作する 生放送番組の阪神関連コーナー・企画と共用。 阪神対巨人戦のテレビ朝日系列地上波全国中継でも使用。 |
| 2025年 -         | 1％                           | 梅田サイファー                                                                                    | |

備考
1991年まで、朝日放送・テレビ朝日以外のネット局では、朝日放送のマスターから直接全国送り出しとなった場合や、系列局間の個別ネット時は「ウィーンはいつもウィーン」がそのまま流れていたが（テレビ朝日・広島ホームテレビなど別途ネット受け局側で差し替えた場合もあり）、回線運用の都合上テレビ朝日を経由しての全国送り出しとなった場合は、テレビ朝日で「朝日に栄光あれ」に差し替えて配信されることがあった。このため、全国中継時は提供クレジットまでテーマ曲が続いていなかった。
1992年から全国中継で採用された『ROUND TRIP』は、『ゴールデンナイター』（対巨人戦全国中継）・『パワーアップナイター』（西武戦・対巨人以外のヤクルト・広島戦全国中継差し替えの阪神・近鉄・オリックス戦関西ローカル中継）に限り朝日放送でも使用されたが、初年度の中継ではCM前のジングルに1世代前のものを使用し、テーマ曲を差し替えていた時代の名残で、提供クレジット表示の時は球場の音声のみになることがあった。1993年からはジングルがテレビ朝日に揃えられ、テーマ曲も提供クレジットまで流れるようになった。
1998年には坂本冬美の曲（演歌ではない）がエンディングで使われたこともあった。
2002年から2004年（2003年以後は前期のみ）のテレビ朝日のテーマソングは、朝日放送ラジオの『ABCフレッシュアップナイター』でもテーマソングとして使われた。
2002年 から2011年までは、テレビ朝日系列のスポーツ中継の統一テーマソングとして、他種目のスポーツ中継でも使われていた（2005年前期は除く）。
なお、朝日放送テレビ制作の中継ではCMに入る時のジングルとしてテーマソングを流すことはないが（オールスター戦などで例外あり）、2006年からはローカル・全国放送に関係なくハイライト時にテーマソングを挿入している。
2012年5月から朝日放送テレビ制作で中継された試合では、全国(2017年まで)・ローカル(2020年まで)・BS朝日単独(2016年まで)時共にサンテレビ・KBS京都でのリレー中継時にハイライトで使用されるオリジナルBGMが朝日放送テレビ・テレビ朝日系列での放送時間帯のハイライトでも使用されていた。
朝日放送テレビ・サンテレビ・KBS京都制作分（関西ローカル）
朝日放送テレビとサンテレビ・KBS京都のトップ&リレー中継では、サンテレビでは『サンテレビボックス席』と共通の『スプリング・レディ・バード』（作曲：渡辺宙明）が、KBS京都では『KBS京都エキサイトナイター』と共通の『ヨーロッパ万歳』（作曲：ザハール・ブロン）が使われている。なお、2021年から中継終了時は、まず上記の朝日放送テレビ独自のテーマ曲が流れてから使用される流れになっている。

### 広島ホームテレビ制作分（広島県ローカル）
広島ホームテレビの広島県ローカル中継では、1987年までと、2009年から以下に挙げた独自のテーマ曲が使用されている。
| 年度                      | 曲名              | アーティスト                                           | 備考 |
| ------------------------- | ----------------- | ------------------------------------------------------ | --- |
| - 1987年                  | 国民の象徴        | アーネスト・E・バグリー作曲                            | |
| 2009年 - 2011年           | 20th Century Boy  | T・レックス                                            | |
| 2012年・2013年            | Sunny Day Sunday  | センチメンタル・バス                                   | 2013年8月6日の「ピースナイター」の対阪神戦は、別の演奏のみの楽曲。                                                          |
| 2014年・2015年            | Wake Myself Again | MAN WITH A MISSION                                     | 2015年5月17日の対DeNA戦は『プライマル』（奥田民生）を使用（奥田・伊藤大地・岸田繁によるサンフジンズがゲスト出演したため）。 |
| 2016年                    | Survivor          | MAN WITH A MISSION                                     | |
| 2017年                    | IMPACT            | UVERworld                                              | |
| 2018年                    | Shake It Off      | テイラー・スウィフト                                   | |
| 2019年                    | Freak It!         | MAN WITH A MISSION feat.東京スカパラダイスオーケストラ | |
| 2020年 - 2025年オープン戦 | The Victors       | MAN WITH A MISSION                                     | |
| 2025年シーズン -          | WIN TOGETHER      | HIPPY                                                  | |

備考
1987年まで一時期のの九州朝日放送と同じアーネスト・E・バグリー作曲の『国民の象徴』を、1988年以降はテレビ朝日に準じた曲を使用したが、2009年以降『カープ応援中継“勝ちグセ。”』として放映する際には独自の曲が使われている。
また試合自体がスポンサードゲームとして開催される際は、協賛企業が番組の冠提供となった事例がため、当該企業のCMソング・イメージソングをハイライトのBGMとして使用したことがある。
一例として、日本アイコム協賛時は同社のCMソング『RUN ～君のもとへ～』（キマグレン。アルバム『LOVE&BEACH』に収録）が使われた。
また、朝日放送テレビからビジターの対阪神戦をネット受けした時には、1989年以降、朝日放送テレビとは逆に『ウィーンはいつもウィーン』を『朝日に栄光あれ』や『ROUND TRIP』に差し替える場合があった。また、2005年度最初の中継では石田匠（元The Kaleidoscope〜Ricken's）の『Red 〜僕らの広島カープ〜』（広島新球場建設「たる募金」共同キャンペーン応援歌）をテーマ音楽にした独自のオープニングとした。
2016年8月30日の対DeNA戦から、『J SPORTS STADIUM』への配信分では、テーマ曲をJ SPORTS 側で別途差し替えている。

### 九州朝日放送制作分（福岡県ローカル）
九州朝日放送の福岡県ローカル中継では、2019年から『KBCホークスナイター』（KBCラジオ）と共通のテーマ曲として以下に挙げた独自のテーマ曲が使用されている。
| 年度                | 曲名         | アーティスト                 | 備考    |
| ------------------- | ------------ | ---------------------------- | ------- |
| 1960・70年代 - 不明 | 国民の象徴   | アーネスト・E・バグリー作曲  |         |
| 2019年              | LIFE         | Smily Tinky                  | [ 140 ] |
| 2020年              | SWAG & PRIDE | THE RAMPAGE from EXILE TRIBE |         |

### 北海道テレビ制作分（北海道ローカル）
北海道テレビの北海道ローカル中継では、2018年から以下に挙げた独自のテーマ曲が使用されている。
| 年度     | 曲名     | アーティスト | 備考                    |
| -------- | -------- | ------------ | ----------------------- |
| 2018年 - | シナリオ | TRIPLANE     | HTBスポーツテーマソング |

### 東日本放送制作分（宮城県ローカル）
東日本放送の宮城県ローカル中継では、2018年から以下に挙げた独自のテーマ曲が使用されている。
| 年度            | 曲名       | アーティスト | 備考                         |
| --------------- | ---------- | ------------ | ---------------------------- |
| 2018年          | GET FREE   | DUFF         | 『もえスポ』と共通のテーマ曲 |
| 2019年 - 2024年 | つながって | ケツメイシ   |                              |
| 2025年 -        | Daydreamin | 佐々木李子   |                              |

毎日放送制作分（関西ローカル、腸捻転時代）
腸捻転時代にNETテレビ（テレビ朝日の前身）系列だった毎日放送制作の中継では、カール・タイケ作曲の『旧友』が使われていた。

## 2007年以降の主要試合の中継実績

### 開幕カード
2007年
3月24日に『西武対楽天』（グッドウィルドーム）と『ソフトバンクvsオリックス』（福岡Yahoo!JAPANドーム）を2元中継（BS朝日と同時放送）。朝日放送は『阪神対ヤクルト』のオープン戦（京セラドーム大阪）を中継。
2008年
3月20日に『日本ハム対ロッテ』（札幌ドーム）を北海道テレビで、『ソフトバンク対楽天』（福岡Yahoo!JAPANドーム）を九州朝日放送制作で九州山口ブロックネットと東日本放送にてそれぞれ中継。
2009年
4月5日に『阪神対ヤクルト』（京セラドーム大阪）を朝日放送で生中継。
2010年
3月20日に『日本ハム対ソフトバンク』（札幌ドーム）を北海道テレビ・九州朝日放送で（実況・解説はそれぞれ異なった）、BS朝日で『西武対ロッテ』（西武ドーム）を生中継。
2011年
東日本大震災で開幕日が3月25日から4月12日に変更されたため、テレビ朝日系列の中継実績はなし。
4月13日の『阪神対広島』（甲子園）を朝日放送で生中継。
2012年
3月31日に『日本ハム対西武』（札幌ドーム）を北海道テレビで、『ソフトバンク対オリックス』（福岡Yahoo!JAPANドーム）を九州朝日放送製作で九州山口ブロックネットにてそれぞれ生中継。（九州朝日放送ではKONAMIプロ野球ドリームナインpresentsでランニングスコアや得点時に随時表示）
4月1日に『阪神対DeNA』（京セラドーム大阪）を朝日放送で生中継（ゴルフ中継の関係で6年ぶりにサンテレビからの後リレーで中継）。
2013年
3月29～31日に『西武対日本ハム』（西武プリンスドーム）をBS朝日で生中継。
3月30日に『西武対日本ハム』（西武プリンスドーム）を北海道テレビで生中継（実況・解説はそれぞれ異なる）。
2014年
3月29日に『日本ハム対オリックス』（札幌ドーム）を北海道テレビ、BS朝日で生中継（実況・解説はそれぞれ異なる）。
3月30日に『西武対楽天』（西武プリンスドーム）をBS朝日で生中継。
2015年
3月27～29日に『西武対オリックス』（西武プリンスドーム）をBS朝日で生中継。
3月29日に『阪神対中日』（京セラドーム大阪）を朝日放送で生中継。
2016年
3月25・27日に『西武対オリックス』（西武プリンスドーム）をBS朝日で生中継。またテレビ朝日でも25・26日の同カードを中継（25日は同日深夜に録画中継、26日は生中継）。
3月27日に『阪神対中日』（京セラドーム大阪）を朝日放送で生中継。
2017年
4月1日に北海道テレビで『日本ハム対西武』（札幌ドーム）、東日本放送で『オリックス対楽天』（京セラドーム大阪）、九州朝日放送で『ソフトバンク対ロッテ』（福岡ヤフオク!ドーム、九州山口ブロックネット）を各々生中継。
2018年
『日本ハム対西武』（札幌ドーム）を3月30日はBS朝日（地上波は札幌テレビ〈日本テレビ系列〉が中継）、3月31日は北海道テレビとテレビ朝日で生中継（実況・解説は各局で異なった）。
3月31日に東日本放送で『ロッテ対楽天』（ZOZOマリンスタジアム）、九州朝日放送で『ソフトバンク対オリックス』（福岡ヤフオク!ドーム、九州山口ブロックネット）で各々生中継。
2019年
3月31日に『広島対巨人』（マツダスタジアム）の開幕3戦目をテレビ朝日・BS朝日で放送。テレビ朝日（新潟テレビ21でも同時ネット、解説：古田敦也・前田智徳、実況：大西洋平、リポーター：吉弘翔・三上大樹）・広島ホームテレビ（地上波は山口朝日放送・愛媛朝日テレビ、動画配信はスカパー!オンデマンドでも各々同時ネット。解説：北別府学・井端弘和、ゲスト：久米宏、実況：廣瀬隼也、リポーター：吉弘翔。広島ホームテレビではパセーラの冠提供番組として同店舗からのプレゼント企画を実施したが、ネット局では不明）がそれぞれ別制作のため、BS朝日（リレー中継）ではテレビ朝日制作分を放送。ただし、瀬戸内海放送（香川県・岡山県）では『広島対巨人』の広島ホームテレビ制作分とテレビ朝日制作分および『阪神対ヤクルト』（京セラドーム大阪・朝日放送テレビ制作）のどちらも同時ネットしなかった。
第1戦（3月29日）を放送した日本テレビ系列や、第2戦（3月30日）を放送したTBS系列（いずれもネットワークセールス枠）と異なり全編ローカルセールス枠での放送となったため、テレビ朝日・新潟テレビ21・山口朝日放送・愛媛朝日テレビ以外のテレビ朝日系列局と九州朝日放送（『ソフトバンク対西武』はTBSテレビとRKB毎日放送発九州沖縄ローカルとそれぞれ別制作で放送）では各局別に系列内外の遅れネット番組等を放送した。但し、広島対巨人戦は広島ホームテレビ制作分をスカパー!オンデマンドで、テレビ朝日制作分をBS朝日（リレー中継）・テレ朝チャンネル2（完全中継かつ地上波同時放送）で放送したため、テレビ朝日･新潟テレビ21・山口朝日放送・愛媛朝日テレビ以外の局でも実質上は視聴が出来た。
朝日放送テレビでは『阪神対ヤクルト』（京セラドーム大阪）、メ～テレでは『DeNA対中日』（横浜スタジアム）、北海道テレビでは『日本ハム対オリックス』（札幌ドーム）、東日本放送では『ロッテ対楽天』（ZOZOマリン）を各々放送。
2020年
6月20日に『西武対日本ハム』（メットライフドーム、北海道では札幌テレビ〈日本テレビ系列〉が中継）をテレビ朝日（関東ローカル）・BS朝日（地上波同時放送）で放送。
6月21日に『ソフトバンク対ロッテ』（福岡PayPayドーム）を九州朝日放送（自社の出演者により別制作で放送）・テレビ朝日（関東ローカル）・BS朝日（地上波同時放送）で放送。
2021年
3月27日に『ソフトバンク対ロッテ』（福岡PayPayドーム）を九州朝日放送（九州山口ブロックネット、自社の出演者により別制作で放送）・BS朝日で放送。また、テレビ朝日（関東ローカル）では『楽天対日本ハム』（楽天生命パーク宮城）と『ソフトバンク対ロッテ』（BS朝日と同時放送）の2元中継を実施。
3月28日に『西武対オリックス』（メットライフドーム）をテレビ朝日（関東ローカル）・BS朝日（地上波同時放送）で放送。
2022年
3月25日に『西武対オリックス』（ベルーナドーム）をテレビ朝日（関東ローカル）で同日深夜に録画中継。
3月27日に『ソフトバンク対日本ハム』（福岡PayPayドーム）を九州朝日放送（九州山口ブロックネット。ゲスト：工藤公康、解説：西村龍次、実況：沖繁義）とテレビ朝日（地上波関東ローカル・BS朝日にネット。解説：前田智徳、実況：清水俊輔、リポーター：居内陽平。地上波のみ副音声＝解説：岩本勉、ゲスト：ティモンディ〈高岸宏行・前田裕太〉）が別制作で放送。なお、北海道では札幌テレビ（日本テレビ系列）がソフトバンク球団からの公式映像提供により別制作で放送（解説：西崎幸広・鶴岡慎也、実況：岡崎和久、リポーター：神谷誠）。また、朝日放送テレビでは『阪神対ヤクルト』（京セラドーム大阪。解説：下柳剛、実況：山下剛、リポーター：福井治人）を、広島ホームテレビでは『DeNA対広島』（横浜スタジアム）をDeNA球団（TBSテレビ・TBSアクト・TBSスパークル制作）からの公式映像提供による自社制作（解説：金石昭人、実況：廣瀬隼也、リポーター：榮真樹）で放送。

### ポストシーズン
2006年　パシフィック・リーグクライマックスシリーズ1stステージの『西武対ソフトバンク』（西武ドーム）の第2戦と第3戦をテレビ朝日とBS朝日でともに生中継した。2ndステージの『日本ハムvsソフトバンク』（福岡ドーム）の第3戦と第4戦を中継する予定だったが、第2戦で決着がついたため中継されなかった。
日本シリーズの『日本ハム対中日』は、第3戦と第5戦（札幌ドーム）を中継。日本ハムの日本一の瞬間を伝えた。
2007年
『クライマックスシリーズ・パ第2ステージ  日本ハム対ロッテ』（札幌ドーム）の第3 - 5戦を中継。ゲスト解説に野村克也（当時楽天監督）が出演、往年の「野村スコープ」が復活。
『クライマックスシリーズ・セ第2ステージの巨人vs中日』（東京ドーム）の第2戦を中継。ゲスト解説に宮本慎也（ヤクルト）が出演。
『日本シリーズ日本ハム対中日』は第1戦・第6戦・第7戦（いずれも札幌ドーム）の放映権を獲得。第1戦は9月の時点でテレビ朝日系列で中継されることが決まっていた。なお、仮に巨人が日本シリーズに進出した場合はさらに東京ドームでの1試合の中継が予定されていた。BS朝日は生中継はせず「速報!!日本シリーズ」と題した特別番組を23時から1時間編成でダイジェスト放送。また、スカイ・A sports+でも録画による完全中継を行う。第1戦の地上波ゲストはTSUYOSHI（当時ロッテ）と野村克也。放送は15分延長したが、21時過ぎに勝利監督の日本ハム・ヒルマン監督のインタビュー時に『土曜ワイド劇場』のほか3番組の番組が15分ずつ遅れて放送するテロップと提供テロップが流れて終了する事態が発生した。
2008年
『クライマックスシリーズ・パ第2ステージ 西武対日本ハム』（西武ドーム）は第3戦を北海道テレビで、第4戦をBS朝日で中継。第1ステージでも『オリックス対日本ハム』第3戦の中継（朝日放送・北海道テレビ）が予定されていたが、2戦で終了のため中継されなかった。
『クライマックスシリーズ・セ第1ステージ 阪神vs中日』（阪神甲子園球場）第3戦を朝日放送・メ〜テレで中継。第2ステージの『巨人対中日』（東京ドーム）は第2戦を全国中継した。
『日本シリーズ 巨人対西武』は第2戦から4戦連続（第2戦は東京ドーム、第3戦から第5戦は西武ドーム）で全国中継。なお、第2戦を中継するテレビ朝日系列にとっては、日本シリーズに於いて読売ジャイアンツのホームゲームを全国ネットで中継するのは史上初。また、日本シリーズで埼玉西武ライオンズのホームゲームを3戦連続中継するのは1994年以来。BS朝日は生中継はせず「速報!!日本シリーズ」と題した特別番組を23時から1時間編成でダイジェスト放送。また、第3戦から第5戦まで（西武ドーム）の試合はスカイ・A sports+でも録画による完全中継を行う。
2009年
『クライマックスシリーズ・パ第2ステージ 日本ハム対楽天』（札幌ドーム）第4戦を北海道テレビ・東日本放送で生中継。実況・解説は北海道テレビ・東日本放送で別に用意され、放送時間も異なった。
『日本シリーズ 日本ハム対巨人』は第1戦（札幌ドーム）を全国中継。スカイ・A sports+でも録画による完全中継を行うが、BS朝日での生中継および録画中継によるダイジェスト番組はなかった。
2010年
『クライマックスシリーズ・パ第2ステージ ソフトバンクvsロッテ』（福岡Yahoo!JAPANドーム）第3戦を九州朝日放送制作・九州山口ブロックネットで生中継。
『クライマックスシリーズ・セ第1ステージ 阪神対巨人』（阪神甲子園球場）第2戦を朝日放送で中継。
『日本シリーズ ロッテ対中日』は第3戦（千葉マリンスタジアム）を生中継。スカイ・A sports+でも録画による完全中継を行うが、BS朝日での生中継および録画中継によるダイジェスト番組はなかった。
2011年
『クライマックスシリーズ・パ第2ステージ ソフトバンク対西武』（福岡Yahoo!JAPANドーム）第3戦を九州朝日放送制作・九州山口ブロックネットで生中継。
『日本シリーズ ソフトバンク対中日』は第6戦（福岡Yahoo!JAPANドーム）を生中継。テレビ朝日と九州朝日放送の共同製作（テレビ朝日主導）で、メ〜テレと朝日放送が製作協力に加わった。
2012年
『クライマックスシリーズ・パ・ファーストステージ 西武vsソフトバンク』（西武ドーム）を第1戦のみBS朝日（地上波はテレビ西日本〈フジテレビ系列〉が生中継）で、全試合を朝日ニュースターで、『クライマックスシリーズ・パ・ファイナルステージ 日本ハム対ソフトバンク』（札幌ドーム）の第1戦を北海道テレビ（福岡県ではRKB毎日放送〈TBS系列〉が生中継）で生中継。
『日本シリーズ 日本ハム対巨人』は第3戦・第5戦（札幌ドーム）を生中継。テレビ朝日製作・制作協力：北海道テレビ・朝日放送・九州朝日放送。
2013年
『クライマックスシリーズ・セ・ファーストステージ 阪神対広島』の第2戦を朝日放送と広島ホームテレビで生中継（実況・解説は朝日放送・広島ホームテレビで異なった、朝日放送制作分はスカイA Sports+でも同時ネット）。
『クライマックスシリーズ・パ・ファーストステージ』全試合をテレ朝チャンネル2で生中継。
『日本シリーズ 楽天対巨人』は1・2・7戦を放送。制作：テレビ朝日 制作協力：東日本放送・朝日放送
2014年
『クライマックスシリーズ・セ・ファーストステージ 阪神対広島』の第2戦を朝日放送と広島ホームテレビで生中継（実況・解説は前年同様に朝日放送・広島ホームテレビで異なった、朝日放送制作分はスカイA Sports+でも同時ネット）。
『クライマックスシリーズ・パ・ファイナルステージ ソフトバンク対日本ハム』の第4戦を九州朝日放送（九州・山口ブロックネット）、北海道テレビで（実況・解説は北海道テレビ・九州朝日放送で異なった）、第6戦を九州朝日放送で各々生中継。
『日本シリーズ ソフトバンク対阪神』は第1・3戦を放送。
2015年
『クライマックスシリーズ・パ・ファイナルステージ 日本ハム対ロッテ』の第1戦を北海道テレビで生中継。
2016年
『クライマックスシリーズ・セ・ファイナルステージ 広島対DeNA』の第2戦を広島ホームテレビで生中継（関東地方ではテレビ神奈川が放送）。
『クライマックスシリーズ・パ・ファーストステージ ソフトバンク対ロッテ』の第1戦を九州朝日放送（九州・山口ブロックネット）で、『パ・ファイナルステージ 日本ハム対ソフトバンク』の第3戦をBS朝日で（地上波は北海道文化放送・テレビ西日本〈何れもフジテレビ系列〉が生中継）、第4戦を北海道テレビ・九州朝日放送・BS朝日（実況・解説は各局で異なった）で各々生中継。
『日本シリーズ 日本ハム対広島』の3・5戦を放送。
2017年
『クライマックスシリーズ・セ・ファイナルステージ 阪神対DeNA』の第2戦を朝日放送（広島ホームテレビでも同時ネット）で生中継で放送したが、テレビ朝日系列で女子プロゴルフトーナメント『富士通レディース』最終日の中継を4時台に放送を行うため、4時台から試合終了までサンテレビ（朝日放送の中継終了後リレー中継）で放送した（関東地方ではテレビ神奈川が放送）。
『クライマックスシリーズ・パ・ファーストステージ 西武対楽天』の第2戦を東日本放送・BS朝日で（実況・解説は各局で異なった）、『クライマックスシリーズ・パ・ファイナルステージ ソフトバンク対楽天』の第4戦を九州朝日放送（山口、九州・沖縄ブロックネット）、東日本放送、BS朝日で各々生中継（実況・解説は各局で異なった）。
『日本シリーズ ソフトバンク対DeNA』の第6戦（福岡ヤフオク!ドーム）を放送。
2018年
『クライマックスシリーズ・セ・ファーストステージ ヤクルト対巨人』の第1戦をBS朝日で生中継。
『クライマックスシリーズ・パ・ファーストステージ ソフトバンク対日本ハム』の第2戦をBS朝日（地上波は福岡県ではTVQ九州放送〈テレビ東京系列〉、北海道では札幌テレビ〈日本テレビ系列〉が生中継）、第3戦を北海道テレビ・九州朝日放送で、『クライマックスシリーズ・パ・ファイナルステージ 西武VSソフトバンク』の第3戦をBS朝日で、第4戦を九州朝日放送で各々生中継。
『日本シリーズ ソフトバンク対広島』の第1戦（マツダスタジアム）、第5戦（福岡ヤフオク!ドーム）を放送。なお、テレビ朝日系列で広島主催および主管試合が地上波で全国放送されたのは2005年8月2日の対巨人戦以来13年ぶりとなった。
2019年
『クライマックスシリーズ・ファーストステージ ソフトバンク対楽天』（福岡ヤフオク!ドーム）の第2戦を九州朝日放送制作・テレビ朝日系列九州山口ブロックネット（東日本放送での別制作または同時ネットよる放送および宮城県内での他系列局での別制作による放送なし。関東地区地上波ではTOKYO MXが、BS放送ではNHK BS1がそれぞれ別制作で放送）、第3戦をBS朝日（地上波はテレビ西日本・仙台放送〈フジテレビ系列〉がそれぞれ別制作）で各々生中継。
『クライマックスシリーズ・ファイナルステージ 西武対ソフトバンク』（メットライフドーム）の第3戦をBS朝日で生中継（地上波はテレビ埼玉（ 独立局）と福岡放送〈日本テレビ系列〉がそれぞれ別制作で放送）。
2020年
『日本シリーズ ソフトバンク対巨人』の第3戦（福岡PayPayドーム）を放送。なお、2020年のテレビ朝日系列における地上波全国中継は、前述の理由でこの年唯一の全国ネット中継となった。
2021年
- 『セ・リーグクライマックスシリーズ・ファイナルステージ「ヤクルト対巨人」』の第1戦をBS朝日で生中継（地上波は放送なし、有料CS放送はフジテレビONEがフジテレビ制作分を放送）。
- 『日本シリーズ「ヤクルト対オリックス」』の第3戦をテレビ朝日制作の地上波全国ネット（なお、テレビ朝日系列でヤクルト主催および主管試合が地上波で全国放送されるのは2006年7月16日の対巨人戦以来約15年ぶりとなる）とテレ朝チャンネル2で試合終了まで放送（BS放送はNHK BS1が自社制作で放送）。なお、この試合は朝日放送テレビからの解説者とオリックスベンチリポート担当のアナウンサーなどの制作要員の派遣は行われず、実況・解説・ベンチリポートは全てテレビ朝日側で用意した。

2023年
- 『セ・リーグクライマックスシリーズ・ファイナルステージ「阪神対広島」(阪神甲子園球場)』の第1戦を朝日放送テレビ製作で近畿地方ローカルで生中継。サンテレビ・KBS京都とリレー中継。[146]
- 『日本シリーズ「阪神対オリックス」(阪神甲子園球場)』の第5戦を朝日放送テレビ製作でテレビ朝日系列地上波全国ネットで試合終了まで放送。[147]

### その他公式戦
オールスターゲーム
2010年7月23日の第1戦（福岡Yahoo! JAPANドーム）および7月24日の第2戦（HARD OFF ECOスタジアム新潟）を2戦とも完全中継。2005年以来の放送となる。スカイ・A sports+でも録画による完全中継を行うが、BS朝日での中継はなかった。
2011年は第2戦（QVCマリンフィールド）・第3戦（日本製紙クリネックススタジアム宮城） を放送。
2012年は第1戦（京セラドーム大阪）・第2戦（松山坊っちゃんスタジアム）を共にテレビ朝日製作で中継。それまで近畿地方で開催される試合は毎日放送製作（腸捻転時代）→朝日放送製作（NETテレビ～テレビ朝日製作協力）だったが、これ以降はテレビ朝日（朝日放送テレビ〈年度によってはメ～テレ・九州朝日放送も〉制作協力）が製作している。
2013年は第1・2戦を製作し、2試合開催が続いている2014年以降はテレビ朝日が実質独占状態で中継を行っている（関東以外の開催においても、テレビ朝日主導・系列局の協力を受けて放送。テレビ朝日優先となった2011年以降、地方開催分をフジテレビが担当した3試合開催時の対応は未定）。
MLBオールスターゲーム
2021年7月14日の9:55 - 12:45に放送。
アジアシリーズ
2005年・2006年・2007年に放送。2006年は、決勝戦を放送している。
日米野球
2004年・2006年・2018年に放送。なお、2004年は非中日系のため通常は中継できないナゴヤドームで開催された試合も放送された。
北京オリンピック野球日本代表壮行試合/アジア地区野球代表最終予選
2007年に全試合を放送。11月22日放送分から統一テーマソングが『弾丸ファイター』に変更、さらに字幕テロップのデザインも変更された。日本対韓国戦の平均視聴率は、関東地区では23・7%。関西地区では28・9%。瞬間最高視聴率は関東地区36・7%。瞬間最高視聴率は関西地区43・5%と予想以上に高かった。翌日の日本対台湾戦でも関東地区の平均視聴率は27.4%。瞬間最高視聴率は40.8%だった。
ワールド・ベースボール・クラシック（WBC）
2009年のA組の日本代表戦（強化試合2試合を含む5試合）を東京ドームから生中継。ゲスト解説は古田敦也、中居正広。通常番組のスポンサーではなく、日本代表の協賛スポンサーであるアサヒビールを筆頭にNTTグループ・久光製薬など複数社が提供する。
2013年の2013 ワールド・ベースボール・クラシック・2017年の2017 ワールド・ベースボール・クラシック・2023年の2023 ワールド・ベースボール・クラシックの日本代表戦も同様に放送されている。なお決勝戦は、2013年は深夜に録画中継・2017年と2023年は生中継と年によって異なる。
WBSCプレミア12
2015年の2015 WBSCプレミア12・2019年の2019 WBSCプレミア12の日本代表戦が放送されている。決勝戦は、日本が準決勝敗退となった2015年は深夜にダイジェスト版で録画中継・日本が決勝戦進出した2019年は生中継となっている。
アジア プロ野球チャンピオンシップ
2017年の2017 アジア プロ野球チャンピオンシップの決勝戦および、2023年の2023 アジア プロ野球チャンピオンシップの日本対韓国戦、オーストラリア対日本戦を放送している。

## 解説者
☆は年度によりBS朝日単独放送分にも出演。

### テレビ朝日・BS朝日
系列局制作の出演者は各系列局の項目を参照。
- 古田敦也☆（2008年 - ）本数契約。
- 松坂大輔（2022年 - ）
  - 現状オールスターや日本シリーズ、国際大会のみの出演。

スポット解説
- 荒木大輔☆（1997年 - 1998年、2022年 - ）
  - 元テレビ朝日専属解説者（1997年 - 1998年）、元NHKプロ野球解説者（2000年 - 2003年、2016年 - 2017年）
- 村田真一☆（2004年 - 2005年、2019年 - ）
  - 元テレビ朝日専属解説者（2004年 - 2005年）
- 工藤公康☆（2012年 - 2014年、2022年 - ）
  - 元テレビ朝日専属解説者（2012年 - 2014年）
- 里崎智也☆（2016年 - ）
  - 広島ホームテレビ（2017年 - 2022年）、東日本放送（2021年5月2日、2022年5月11日）にも出演。
- 白井一幸☆（2019年 - ）日本ハム戦に出演
- 掛布雅之☆（2020年 - ）阪神戦に出演
- 五十嵐亮太☆（2021年 - ）
  - 東日本放送（2024年5月）にも出演。
- 岩隈久志☆（2021年 - ）楽天戦に出演
- 鳥谷敬☆（2022年 - ）
  - 東日本放送（2023年6月7日、2024年6月5日）にも出演。
- 辻発彦☆（2023年 - ）西武戦に出演
- 松田宣浩☆（2024年 - ）ソフトバンク戦や巨人ビジター戦に出演
- 和田毅☆（2025年 - ）国際大会に出演
- 渡辺久信☆ (2002年 - 2003年、2025年 - )
  - 元テレビ朝日専属解説者 (2002年 - 2003年)
- 平石洋介☆（2025年 - ）
- 大塚光二☆ (2002年 - 2008年、2025年 - )
  - 元テレビ朝日専属解説者 (2002年 -2008年)
- 吉見一起（2025年 - ）

### 朝日放送テレビ（ABC）
★の解説者はサンテレビに出向扱いで出演。
- 福本豊☆（1992年 - 1997年、2000年 - ）
- 真弓明信☆（1996年 - 1999年、2005年 - 2008年、2012年 - ）
- 濱中治★☆（2012年 - 2014年、2020年 - ）
- 下柳剛★☆（2013年 - ）
- 桧山進次郎★☆（2014年 - ）
- 関本賢太郎★☆（2016年 - ）

スポット解説
- 矢野燿大（2011年 - 2015年、2023年 - ）
  - メ～テレの中日ビジター戦（2025年5月4日の対広島戦）にも出演。
  - 元ABCテレビ専属解説者（2011年 - 2015年）
- 金本知憲（2013年 - 2015年、2019年 - [153]）
  - BS朝日の阪神戦（2013年）にも出演。
- 鳥谷敬☆（2022年 - ）
- 糸井嘉男（2023年 - ）
- 福留孝介☆（2023年 - ）
- 能見篤史☆（2023年 - 。BS朝日ではテレビ朝日制作分にも出演）
- 2021年から『虎バン　阪神タイガース応援チャンネル』で実施しているテレビ中継連動型の動画ライブ配信には、上記の解説者以外の阪神OB（掛布雅之・今成亮太・西岡剛など）や野球関係者（川崎宗則など）も随時招いている。
- 岡田彰布★☆（2016年から2022年までと2025年にフリーで本数契約。テレビ朝日系列ではBS朝日のテレビ朝日制作分や東日本放送にも出演）

### 北海道テレビ放送
いずれも北海道内外の各局やGAORAなどにも出演している。
- 岩本勉（2006年 - ）
  - 2006年のテレビ朝日制作日本ハムvs巨人戦では球種解説を担当。2012年以降は朝日放送制作の阪神vs日本ハム戦中継にも出演。
  - テレビ朝日制作分の副音声では、2022年3月27日のソフトバンクvs日本ハム戦にはティモンディと、同年5月29日の日本ハム対巨人戦は宮崎美穂・黒嵜菜々子とゲスト出演したが、北海道地区では前者は他系列局が別途自社制作し、後者はホームゲームであるにもかかわらず北海道地区での地上波放送がなかった[154] 。
- 鶴岡慎也☆（2022年 - ）
  - 東日本放送（2023年5月28日）にも出演。
- 糸井嘉男（2023年 - ）
- 稲田直人（2017年 - 2021年、2025年 - ）
- 増井浩俊（2025年 - ）

### 東日本放送
基本的に江尻とダブル解説で出演。
- 草野大輔（2013年、2019年 - ）
- 江尻慎太郎（2015年 - ）
  - 北海道テレビとの共同制作分（2015年 - 2017年）にも出演。
- G.G.佐藤（2016年 - ）
- 鉄平（2016年 - 2018年、2022年 - ）
- 銀次（2024年 - ）
- 中畑清（2023年5月10日 - 同月11日、2024年4月17日）
- 梨田昌孝（2024年5月4日）

### 名古屋テレビ放送（メ～テレ）
- 谷繁元信（2017年 - ）
  - 東日本放送（2023年6月11日）にも出演。
- 岩瀬仁紀（2023年 - ）
- 矢野燿大（2025年 - ）
  - 5月4日の対広島戦（実況：島貫凌、リポーター：堂野浩久）で初出演[155]。
- 小笠原道大（2025年 - ）
  - 5月11日の対阪神戦（岩瀬仁紀とのダブル解説。実況：島貫凌、リポーター：竹田基起）で初出演[156]。

### 広島ホームテレビ
- 前田智徳（2014年 - ）
  - 元テレビ朝日解説者（2014年 - 2022年☆）
  - 北別府学（2023年6月16日に病没）が活動休止した2020年以降も2022年までテレビ朝日・BS朝日を優先していたため、広島ホームテレビでローカル中継が組まれる場合（主に対巨人戦）は、里崎・井端弘和・金石昭人・達川光男が解説していた（詳細は後述）[157]。
- 安部友裕（2023年 - ）本数契約
  - 2023年のWBSC女子野球ワールドカップ中継では、安部と中田廉が本数契約で出演した。
    - 中継のテロップでは、局所属の北別府・前田[158]と、本数契約でも2024年の安部は氏名の下に「HOME野球解説者」のクレジットが入った。

### 九州朝日放送
- 藤原満（1991年 - 1992年、1998年 - ）
- 西村龍次☆（2002年 - ）
  - 2004年 - 2008年はテレビ朝日制作の中継に出向してネット裏球種解説を担当。
- 前田幸長（2009年 - ）
  - 関東圏在住のため2011年からは自社ではラジオのみ担当していたが、2023年から週末ビジターゲームのラジオ中継減少の補填として、関東圏でのビジターゲームでテレビ出演を再開。
  - 北海道テレビ（2017年5月27日）、東日本放送（2019年6月5日）にも出演。
- 森福允彦☆（2020年 - ）
- 松田宣浩☆（2024年 - ）

スポット解説
- 工藤公康☆（2024年 - ）
- 江川智晃（2024年9月16日）
- 福田秀平（2024年10月16日）
- 和田毅☆（2025年 - ）
- 平石洋介（2025年5月18日）
- 内川聖一（2025年6月4日）

### 過去に担当していた解説者
（■は故人）
テレビ朝日・BS朝日
（NはNET時代）
- ■青田昇（1975年 - 1977年。→その後日本テレビ『ズームイン!!朝!』“プロ野球イレコミ情報”御意見番、RFラジオ日本解説者等歴任）
- ■秋山登（1978年 - 不明。→その後テレビ神奈川解説者。同局解説者時代も大洋戦のみゲスト扱いで時折担当）
- 浅野啓司（1985年 - 1989年。RFラジオ日本解説者兼。）
- ■飯田徳治（1970年 - 1982年）
- 稲葉篤紀（2015年 - 2017年）北海道テレビ解説者
  - 2018年はゲスト解説で出演。
- ■大島信雄（1959年 - 1968年。時期により毎日放送・東京12チャンネル・東海ラジオにも出演）N
- 大下剛史※（1992年 - 1998年、2000年。2001年以降広島ホームテレビ解説者に専任）<大下のワイド解説>
- 長田幸雄（1977年 - 不明。→テレビ神奈川解説者）
- 落合博満（1999年 - 2001年）<ミスター三冠王 オレ流解説>
- ■金田正泰（1962年 - 1971年。毎日放送解説者兼→阪神コーチ・監督）N
- 川上憲伸（2018年 - 2021年）CBCテレビ・ラジオ解説者
- ■北別府学※（1995年 - 2000年。2005年の解説者復帰以降は広島ホームテレビ専任となり、全国向けの放送からは降板している）<超・精密解説>
- 国貞泰汎（1989年 - 1994年。1988年まで広島ホームテレビ解説者、廃業まで兼任）
- 栗山英樹（1991年 - 1993年、2001年 - 2011年）
  - 元テレビ朝日専属解説者（1991年 - 1993年、2001年 - 2011年）、元TBSテレビ専属解説者（1993年 - 2000年）
  - 2022年にはテレ朝チャンネル2のリトルシニア中継に出演。
- 黒江透修（1995年。文化放送解説者兼。）
- 佐々木信也（1959年 - 1963年）N
- ■武上四郎<四郎のホット解説>（1985年 - 1994年）（→巨人コーチ→日本テレビ解説者）
- 西村龍次※（2004年 - 2008年。九州朝日放送解説者兼。ネット裏球種チェック）
- ■沼澤康一郎（1983年 - 1984年）[159]
- ■野村克也（1983年 - 1989年）<ノムさんのクール解説>
- ■林義一（1969年 - 1980年。千葉テレビ解説者兼）
- 東尾修（1989年 - 1994年、2002年 - 2010年）当時J SPORTS・現文化放送解説者。《東尾のズバリ解説》
  - 東日本放送（2021年4月25日、2023年5月14日）にも出演。
- 広岡達朗（1967年 - 1969年。後に日本テレビ、NHK、RFラジオ日本等でも解説）
- 広瀬哲朗（1999年 - 2001年。文化放送解説者兼）（→その後在札各局解説者）
- 前田智徳☆（2014年 - 2022年）（→2023年以降は広島ホームテレビ解説者に専任）
- 松岡弘（1999年 - 2001年。ニッポン放送解説者兼）（→その後TOKYO MX解説者、社会人野球・西多摩倶楽部監督、学生野球非常勤コーチ、釣り堀『三和新池』支配人）
- 松沼博久（2000年 - 2001年。テレビ埼玉・文化放送解説者兼。ネット裏球種チェック。現 : 仙台放送・文化放送・西武球団制作中継解説者）
- 松沼雅之（1990年 - 1999年。テレビ埼玉・文化放送解説者兼。ネット裏球種チェック。現：北海道文化放送・テレビ埼玉・文化放送・西武球団制作中継解説者）
- 若松勉<若松のジャスト解説>（1990年 - 1992年。文化放送解説者兼。現：フジテレビONE・北海道文化放送・ニッポン放送解説者）
- 渡辺弘基（1989年 - 1991年。広島ホームテレビ解説者兼。全国中継では主にベンチリポートやネット裏チェックを担当）

BS朝日
- 金石昭人（2005年 - 2008年）ロッテ、楽天戦に出演
- 小宮山悟（2010年 - 2018年）
  - 一時引退していた2003年にもゲスト出演。2012年には朝日放送テレビ制作にも出演。
- 森繁和（2012年 - 2013年）西武戦に出演
  - 工藤が高校野球取材で不在の際にBS朝日・テレビ朝日共同制作のヤクルト対巨人戦の解説を担当。2013年は、朝日放送制作の阪神対西武戦やメ〜テレ制作の中日戦ビジターゲーム中継にもゲスト解説者として出演していた。
- 飯田哲也（2014年）楽天、西武戦に出演
- 黒木知宏（2018年 - 2021年）ロッテ戦に出演
- 小関竜也（2019年）西武戦に出演
- 髙木大成（2020年 - 2021年）西武戦に出演
- 鳥越裕介（2023年 - 2024年）ロッテ、ソフトバンク戦に出演
  - 九州朝日放送（2024年5月19日）にも出演。

ゲスト解説
- ■星野仙一
  - 阪神のシニアディレクターに就任以降、2004年度から年1回、朝日放送制作の阪神対巨人戦中継に出演し、2007年と2008年は野球日本代表監督として出演。
- 長嶋一茂（巨人球団代表特別補佐（アドバイザー）。 2011年度以降は解説者としての出演がなく、テレビ朝日にはタレントとして出演）
- 野茂英雄（2011年から年に1試合のペースで、朝日放送制作のセ・パ交流戦中継に出演。年度により出演のない場合あり）
- 高代延博
  - 北海道テレビ（2013年7月6日）や広島ホームテレビ（2013年10月13日）に出演。
- 西村徳文☆（2013年6月9日）阪神対ロッテ戦に出演
  - ABCテレビに出演。
- 鈴木尚広☆（2017年5月30日）楽天対巨人戦に出演
- 岡島秀樹☆（2018年3月30日）日本ハム対西武戦に出演
- 広澤克実☆（2018年6月2日、7月11日）西武対阪神、ヤクルト対巨人戦に出演
- 真中満☆（2018年10月7日、2019年5月30日）ヤクルト戦に出演
  - 東日本放送（2024年6月2日）にも出演。
- 豊田清☆（2019年5月3日）西武対日本ハム戦に出演
- 井端弘和☆（2019年6月5日、2023年5月28日、8月26日）対巨人戦に出演
  - 広島ホームテレビ（2019年3月31日、5月5日、2021年9月12日）、メ〜テレ（2021年 - 2023年）、ABCテレビ（2023年5月28日）にも出演。
- 橋上秀樹☆（2020年9月5日、2021年6月23日）楽天対オリックス、西武対楽天戦に出演
- 清水雅治☆（2022年4月20日、8月4日）西武戦に出演
  - 2022年4月20日の西武戦で解説デビュー。
- 鹿取義隆（2022年5月6日）西武対日本ハム戦に出演
- 館山昌平☆（2024年5月6日）楽天対オリックス戦に出演

衛星チャンネル→朝日ニュースター→テレ朝チャンネル2（一時野球中継から撤退、2012年から2015年まで再度参入）・BS朝日

現在はフジテレビTWOで放送。
- 石井丈裕（2015年）
- 伊原春樹（2012年 - 2013年。現：西武アドバイザー）
- 岡村隆則（2015年）
- ■片平晋作○（2012年）
- 金森栄治（2013年）
- 高山久（2015年）
- 土肥義弘（2013年 - 2014年。文化放送解説者兼。現：西武フロント）
- 蓬萊昭彦（1989年 - 1993年。衛星チャンネル→朝日ニュースター初期のテレビ朝日制作分に出演）
- 橋本武広（2014年 - 2015年）
- 平尾博嗣（2015年。FM NACK5兼任）
- 星野智樹（2015年）
- 松沼博久

毎日放送（NETテレビ系時代・東京12チャンネル向け中継も担当）
- ■榎原好
- ■大島信雄
- ■金田正泰（NETテレビ兼任）
- ■楠安夫
- ■杉浦忠（NETテレビ・東京12チャンネル・広島ホームテレビ兼任。TBS系移行後も南海監督就任まで担当。後に九州朝日放送解説者）
- 宅和本司（TBS系移行後もしばらく担当。その後GAORA解説者）
- ■坪内道典
- ■永井正義
- 樋上竜太郎
- 本屋敷錦吾（時期によりNETテレビ兼任。TBS系移行後も1976年まで担当）
- ■若林忠志

朝日放送テレビ（TBS系時代も含む）
- ■芥田武夫（TBS系時代。前身のKRテレビ時代も含む）
- 有田修三（2000年 - 2011年、2013年 - 2021年）
- ■稲尾和久（1982年 - 1983年、1987年 - 1999年。サンテレビ出向解説兼。→RKB毎日放送解説者）
- ■仰木彬（1993年は九州朝日放送兼任）
- 小川亨（1986年 - 1988年）
- 岡本伊三美（関西テレビ・フジテレビ解説者、近鉄監督を経て1988年 - 1995年。サンテレビ出向解説兼。その後同球団代表）
- ■笠原和夫（1958年 - 不明）
- 柏原純一（1998年。サンテレビ出向解説兼）
- 加藤哲郎（1998年 - 2001年）
- ■門田博光（1993年 - 2005年）
- 木戸克彦（2006年 - 2007年。サンテレビ出向解説兼。現：阪神編成本部付）
- 工藤一彦（1991年 - 不明。サンテレビ出向解説兼。）
- 栗橋茂（1990年 - 1992年。後にテレビ大阪解説者）
- ■小林繁（1995年 - 1996年。サンテレビ出向解説兼）
- ■小山正明（1976年 - 1981年、1984年 - 1988年。後にサンテレビ解説者）
- 佐々木修（1995年 - 2005年）
- 島田光二（1978年 - 1983年、1994年 - 1995年）
- ■田宮謙次郎（1964年 - 1967年）
- ■土井垣武（1959年 - 1962年）
- 中田良弘（2010年 - 2019年）現在もラジオには出演
- 中西清起（1997年 - 2003年、2016年 - 2019年）現在もラジオには出演
- ■中原宏（1968年）
- 西本忠成（日刊スポーツ大阪本社の記者時代の1980年代に阪神戦中継で解説を担当）
- ■根本陸夫（1973年 - 1977年）
- ■花井悠（1968年 - 1994年）
- ■浜崎真二（1956年）
- 藤川球児（2021年 - 2023年）本数契約
- 藤田平（1985年 - 1994年。サンテレビ出向解説兼。→その後阪神監督・サンテレビ解説者、紀州レンジャーズおよび福井ミラクルエレファンツ監督・デイリースポーツ評論家など）
- 藤原満（1991年 - 1992年に九州朝日放送と兼任で出演）
- ■皆川睦雄（1972年 - 1975年、1978年 - 1985年、1989年 - 1990年、1993年 - 1997年、1999年 - 2005年、サンテレビ出向解説兼）
- 村上隆行（2004年 - 2005年。現：中日コーチ）
- ■村山実（1991年 - 1998年、サンテレビ出向解説兼）
- 山本和行（1989年 - 1991年。サンテレビ出向解説兼）
- 湯舟敏郎（2004年 - 2011年、2015年 - 2019年）現在もラジオには出演
- ■吉田義男（1999年 - 2020年）

北海道テレビ放送
- 阿井英二郎（2017年5月27日）
- 淡口憲治（2013年）
- 稲葉篤紀（2015年 - 2017年・本数契約。テレビ朝日・GAORA解説者兼。現：日本ハム2軍監督）
- 今江敏晃（2025年4月23日、ゲスト解説）[160]
- 落合博満（2013年・本数契約）
- 金村曉☆（2023年 - 2024年）
  - 東日本放送（2012年5月3日）にも出演。
- 白井一幸（2008年、2013年・本数契約。北海道テレビ制作やテレビ朝日制作の日本ハム主催試合を解説）
- 武田勝（2017年 - 2018年・本数契約、STVにも出演）
- 建山義紀☆（2015年 - 2022年）
  - BS朝日の日本ハム戦（2020年 - 2022年）にも出演。
- 田中幸雄（2018年 - 2019年）現GAORA解説者
- 坪井智哉（2014年、2022年 - 2024年）
- 二岡智宏（2013年[161]）
- 森本稀哲（2016年 - 2022年）
  - BS朝日の日本ハム戦（2021年3月31日[162]）にも出演。

東日本放送
- 大塚光二（2002年 - 2012年、2015年開幕 - 7月26日。2012年まではテレビ朝日兼任。現：東北福祉大学野球部監督）
- 岡田彰布（2016年 - 2022年）
- 北川博敏（2015年。現：阪神打撃コーチ。オリックス球団職員の立場で同球団主催の対楽天戦に出演）
- 後藤光尊（2017年 - 2018年。楽天球団制作中継兼任）
- 戸叶尚（本数契約）
- 永井怜（2016年 - 2019年。宮城県内他局・楽天球団制作中継兼任。現：楽天コーチ）
- 村上隆行（Sky-A SPORTS+解説者。2008年のみ）
- 仁志敏久（2018年6月9日、2019年6月5日）
  - BS朝日の楽天対巨人戦（2019年6月4日）にも出演。
- 聖澤諒（2019年5月8日）
- 松中信彦（2021年 - 2024年）
  - 九州朝日放送（2016年 - 2017年）、広島ホームテレビ（2019年6月8日）にも出演。
- 山村宏樹（2013年 - 2015年）
- 山崎武司（2014年 - 2019年）
  - BS朝日の楽天戦（2020年7月19日）にも出演。
- 山本昌（2017年4月26日、8月30日、2019年6月12日）

名古屋テレビ放送
- 井上一樹（2014年 - 2019年）本数契約
- 井端弘和（2021年 - 2023年）本数契約
- 宇野勝（1995年 - 2003年、2009年 - 2011年、2014年 - 2022年）
- 落合英二（2013年 - 2014年）本数契約
- 落合博満（2012年 - 2013年[163]）本数契約
- ■鈴木武樹（明治大学教授・ドイツ文学者）
- 高木益一（1977年 - 不明）
- 仁村薫（1991年 - 1994年。現：農業経営者）
- 水谷寿伸（1979年 - 1980年、1988年 - 1992年）

以下は宇野勝のコーチ就任時に本数契約で出演した。
- 今中慎二（NHK解説者）
- 権藤博（東海テレビ解説者）
- 内藤尚行（ラジオ日本解説者）

広島ホームテレビ
- 大下剛史（1992年 - 1998年、2000年 - 2008年。元テレビ朝日解説者。現：東京スポーツ評論家）
- ■北別府学（1995年 - 2000年、2005年 - 2023年）
  - 元テレビ朝日解説者（1995年 - 2000年。年度により☆）
  - 2020年1月20日から成人T細胞白血病とその後遺症の治療のため活動を休止していた。
- 国貞泰汎（1980年はゲスト、1981年 - 1994年は専属契約。1989年から1994年まではテレビ朝日の解説者を兼務。現：飲食店経営）
- 西田真二（2002年 - 2004年。後に社会人野球広島レッドフェニックス監督、四国アイランドリーグplus・愛媛マンダリンパイレーツおよび香川オリーブガイナーズ監督を経て2020年からセガサミー硬式野球部監督）
- ■門前眞佐人（1977年まで報道部所属・総合プロデューサーとして在職。退職後も解説者として出演）
- 渡辺弘基（1980年 - 1991年。1989年から1991年までテレビ朝日の解説者を兼務。現：イベント企画会社経営
- 里崎智也☆（2017年 - 2022年）対巨人戦を中心に出演。2018年まではゲスト解説でクレジットされた。
- 井端弘和☆（2019年3月31日、5月5日、2021年9月12日）対巨人戦に出演。
- 金石昭人（2020年 - 2022年）
- 達川光男（2022年5月11日）系列局では東日本放送（2021年6月6日、2023年6月13日）制作分にも出演。

九州朝日放送（フジテレビ系とのクロスネット時代・ラジオ出演のみの解説者も含む）
- ■大神武俊
- ■仰木彬（1993年のみ。朝日放送兼任）
- ■河村英文（1964年 - 1971年、1974年 - 1982年、1986年 - 1998年）
- ■鬼頭政一（1983年 - 1985年）
- 佐々木誠（2009年 - 2014年、現：鹿児島城西高等学校野球部監督）
- ■杉浦忠（毎日放送解説者→元南海・ダイエー監督・編成部長、1994年 - 2001年）
- 高橋慶彦（1999年 - 2001年）
- ■永利勇吉
- ■中西太（1977年 - 1978年）
- ■西村貞朗（1970年代）

### 注記
- テレビ朝日
  - 1980年代後半からの一時期には、「ノムさんのクール解説」「四郎のホット解説」「東尾のズバリ解説」「若松のジャスト解説」「大下のワイド解説」「ミスター三冠王・オレ流解説」などのように、各人ごとにキャッチコピーが付けられ、山藤章二による似顔絵が添えられていた。
  - かつて旺文社と資本関係があった名残で、同じく資本関係のあった文化放送の中継と兼任する解説者が多く、現在も岩本勉が同社との掛け持ちである。
  - 1990年代以降は、バックネット裏にも解説者を配置し、独自に投球ごとの球種判定を行う「ネット裏球種チェック」を行っていた（スピードガン表示とともに球種をテロップで表示）。当初は松沼雅之が担当していたが、松沼が西武の投手コーチに就任してからは実兄の松沼博久や松岡弘が、2002年からは渡辺久信、渡辺の現場復帰以降は九州朝日放送解説者の西村龍次がテレビ朝日に出向する形で歴任した。また、岩本勉も一度だけ日本ハム対巨人戦で担当したことがあり、1994年までの広島主催ゲームでは国貞泰汎や渡辺弘基が担当していた（テレビ朝日制作分のみ）。
  - 野村克也が解説を務めていた頃は、CGを用いた「ノムラ・スコープ」という試みも行われ、2007年のクライマックス・パ第2ステージ・日本ハムvsロッテと日本シリーズ第1戦・日本ハムvs中日で20数年ぶりに、その2年後の2009年の日本シリーズ・日本ハムv巨人でも再び復活した。なお、野村が朝日放送制作中継（主にオールスター戦・日本シリーズ）に出演した際には1984年のオールスター戦で実施された。
  - 2008年から2011年までは専属の解説者が栗山英樹の1人のみだったが、2012年より栗山は日本ハムの監督に就任するしたため、現役を正式に引退した直後の工藤公康[164] が後任となった。工藤が『熱闘甲子園』に出演のため大阪に滞在中の2012年8月のヤクルトvs巨人（BS朝日）は、本数契約で森繁和と古田敦也が解説を勤めた。

- 朝日放送テレビ
  - 全国中継では、他の在阪民放各局と異なり、在京キー局所属の解説者はオールスター戦や日本シリーズで起用する程度だった。ただし、2004年と2005年にはテレビ朝日の解説者で兵庫県出身の村田真一が1試合だけ起用されたことがあるほか[165]、現役引退後すぐの東尾修が師匠的存在の稲尾和久が当時朝日放送の解説者だった縁で出演したことがあり、稲尾と東尾はライオンズの埼玉への移転前の福岡との地縁で九州朝日放送にも派遣されたことがある（後述）。
  - 2006年以降は、全国中継やBS朝日での別実況分に限りテレビ朝日所属の解説者が起用される例もある（主に阪神戦では栗山→工藤→稲葉・前田智・古田、オリックス戦では大塚）。他方、テレビ朝日制作の中継に朝日放送の解説者が起用されるケースもあった[166]。2018年からはBS朝日単独放送のセ・パ交流戦の阪神ビジターゲームでテレビ朝日・北海道テレビ・九州朝日放送のアナウンサーと朝日放送テレビの解説者という形式での放送が行われている。
  - 2013年からは矢野に加えて、2003年から矢野が引退する2010年まで阪神で共に戦った下柳・金本も、解説者としての出演契約を締結（下柳は朝日放送専属の解説者、金本はテレビ中継限定のゲスト解説者）。矢野および金本の現場復帰前は3人が揃って関西ローカルの阪神戦中継に出演したこともある。
  - 2015年4月19日の阪神対巨人戦は、テレビ朝日解説者として稲葉が地上波全国中継に初登場。試合は延長11回にも及ぶ熱戦となり、4時間を超えた。この結果、帰道の飛行機の時間が迫っていたため、18時頃(14時試合開始)で稲葉は球場を後にした。以降は矢野の解説、清水の実況でBS朝日・スカイA向けに中継を行った(地上波は既に放送時間を終了していた)。

- メ〜テレ
  - 2004年に宇野勝が中日のコーチに就任して以来、2009年に復帰するまでは専属の解説者が不在だった。このため、実況を差し替えて放映する日にはNHKの今中慎二が起用されることがあった他、テレビ朝日からも派遣される場合があった。なお、2007年以降はフリーの内藤尚行が本数契約で出演していた。それに加え、2008年には元フジテレビ・東海テレビの解説者で、現・東海ラジオ解説者の権藤博も担当していた。
  - 2012年に宇野が中日コーチに復帰し、中日監督を退任した落合博満と、同じくヘッドコーチを退任した森繁和が本数契約で担当していた。
  - 2014年からは宇野が三度解説者に復帰した他、本数契約でその他中日OB（主にテレビでの専属契約がない東海ラジオまたはフリーの解説者）が出演している。

- 広島ホームテレビ
  - 国貞泰汎が1981年に専属解説者として正式に加入するまでは、ローカル放送では1977年まで自社の社員でもあった門前眞佐人を中心に、必要に応じてNETテレビ～テレビ朝日、毎日放送→朝日放送、九州朝日放送から解説者の派遣を受けることがあったが、広島と人的交流の多かった南海（現：ソフトバンク）・西鉄（現：埼玉西武）OBを中心としたパ・リーグ出身者の起用が目立っていた（九州朝日放送からの河村英文は現役晩節に、朝日放送からの根本陸夫はコーチ・監督として広島に在籍経験あり）。
  - 国貞泰汎と渡辺弘基は、1988年まで殆どテレビ朝日主管の全国中継に出演していなかったが、1989年以降一転して出演が増加[167]、主に国貞が放送席を、渡辺がネット裏球種解説を担当していた。また、ヤクルト対広島戦が全国ネットとなった際、広島ホームテレビのアナウンサーに代わって国貞と渡辺のどちらかがベンチリポートを担当した中継がある。
  - 大下剛史と北別府学は、1990年代にはキー局・テレビ朝日の解説者を兼務していたため、広島県内で放送される中継では朝日放送制作分を除いて常にどちらかまたは両方が出演している状態だった。
  - 北別府が急性T細胞白血病の治療により活動を休止して以降は、テレビ朝日との調整の上で前田智徳の出演を増やしている他、前田が出演できない場合は、広島OBから金石昭人・達川光男を、それ以外から井端弘和・里崎智也を起用するなどフリーの本数契約解説者でカバーしている。

- 九州朝日放送
  - ホークスの福岡移転当初は、ライオンズの福岡本拠地時代のOBだった稲尾和久や東尾修が系列応援の形で派遣されることがあった。
  - 高橋慶彦は、広島OBおよび元ダイエーコーチとしてのテレビ朝日・広島ホームテレビへの系列応援での解説者としての出演はなかった（タレントとしては大下・北別府との同時出演でない形で両局への出演経験があった）[168]。

- 北海道テレビ
  - 専属契約を結ぶ解説者は不在のため、本数契約のフリーランス、またはテレビ朝日および系列局から派遣を受ける形となっている。
  - 日本ハム移転当初から2005年までは専らテレビ朝日からの派遣だったが、中でも栗山町在住の栗山英樹が特に多く出演しており、監督就任前年の2011年まで出演を続けていた。
  - 2006年以降は岩本勉がメインで出演しており、前述の通りテレビ朝日主管制作となる交流戦の対巨人戦でネット裏球種解説を務めたこともある。
  - 2015年から2017年まではテレビ朝日野球解説者で球団OBの稲葉篤紀も出演していた。

- 東日本放送
  - 北海道テレビ同様に専属契約を結ぶ解説者は不在のため、本数契約のフリーランス、またはテレビ朝日および系列局から派遣を受ける形となっている。
  - 楽天OBが皆無だった球団設立から2012年までは専らテレビ朝日からの派遣だったが、中でも東北福祉大学出身の大塚光二が特に多く出演しており、同大学監督就任前年の2012年まで出演を続けていた。
  - 2013年以降は球団OB（契約職員としての在職者を含む）の解説者が順次出演するようになった。
  - 2015年からは仙台市出身の江尻慎太郎がメインで出演している。

- テレ朝チャンネル2 ニュース・スポーツ（旧・朝日ニュースター）
  - 西武球団制作中継では、伊原・森以外は2011年までJ SPORTSが放送していた中継の解説者を引き継ぐ形で登場していたが、シフトの都合によりテレビ朝日のアナウンサーや解説者が担当することもあった。また、巨人戦以外はBS朝日で放送される中継にも出演することがあったが、その際にはテレ朝チャンネル2とは別に実況を配置していた。2016年にほぼそのままの中継体制でフジテレビTWOに移行したが、BS朝日では引き続き球団制作中継に出演の外部所属のフリーアナウンサー球団職員を含むフリーの解説者が担当することがある。
  - 2016年・2018年には、対巨人戦でTigers-ai制作中継を実況・解説ごと購入して放送した事例がある。

## 実況・リポーター

### テレビ朝日・BS朝日
《現在》
- 清水俊輔
- 大西洋平（2008年 - ）
- 斎藤康貴（2013年 - ）
- 草薙和輝（2015年 - ）
- 寺川俊平（2019年 - ）
  - サッカー班だったが、報道ステーションのスポーツキャスターを卒業後、野球に引き続き携わりたいと志願し、年数回出演するようになった[169]。
- 佐々木快（2023年 - ）当初はリポートのみだったが、2025年6月1日BS朝日で放送の「楽天×ソフトバンク」で実況デビュー。
- 武隈光希（2023年 - ）リポートのみ
- 柳下圭佑（2024年 - ）リポートのみ

《以前》
（■は故人）
- ■榎本猛
- ■押坂忍（後にフリーアナウンサー、エス・オー・プロモーション創業者会長）[170]
- ■奈良和
- 石橋幸治（定年退職）
- 古舘伊知郎（現：フリーアナウンサー）
- 吉澤一彦（定年退職、現：フリーアナウンサー）
- 渡辺宜嗣（定年退職、現：専属ニュースキャスター（嘱託））
- 森下桂吉（現：嘱託　野球実況はごくまれで、ゴルフや競泳などの実況が主）
- 朝岡聡（現：フリーアナウンサー）
- 辻義就（現：フリーアナウンサー）
- 田畑祐一（現：嘱託　野球実況からは引退し、プロレス、テニスなどの実況が主）
- 勝田和宏（現：報道局社会部）
- 中山貴雄（ - 2014年）
- 松井康真（現：報道局社会部）
- 大熊英司（現：フリーアナウンサー）
- 川松真一朗（現：自由民主党東京都議会議員）
- 国吉伸洋（現：報道局経済部）
- ■中村昭治（テレビ金沢移籍後に死去）
- 中丸徹（現：報道局社会部）
- 古澤琢（現：広報部）
- 太田真一（現：山梨学院大学教授）
- 岩佐徹（フジテレビOB、マリーンズライヴのみ）
- 真鍋由（現：報道局社会部）
- 川島淳（ビジターでのリポートのみ　現：編成部）
- ■三上大樹（2011年 - 2024年途中）

### 北海道テレビ
- 谷口直樹
- 菊地友弘（2010年 - 2018年、2024年 - ）
  - 離脱時は「イチオシ!!」メインMC。
- 五十幡裕介（2015年 - ）
  - 2015年8月22日のオリックス戦で実況デビュー。
- 福永裕梨（2022年 - ）
  - 当初はリポートのみ[171]。2025年8月20日のオリックス戦で実況デビュー[172]。

《以前》
- 小野塚勝（1976年6月5日〈土曜〉に札幌市円山球場で行われた『大洋 vs 中日』の自社およびテレビ神奈川向け実況を担当）[173]
- 柳田知秀
- 林和人（現在も高校野球は一部担当）
- 福田太郎（2018年 - 2025年[174]）
  - 2018年4月3日の楽天戦で実況デビュー。
- 室岡里美（リポートのみ）
- 小俣彩織（2021年 - 2023年）タレント、リポートのみ[175]

### 東日本放送
- 加川潤（2005年 - ）現在はリポートのみ
- 岩崎心平（2005年 - ）
- 上野比呂企（2024年 - ）リポートのみ
- 内田有香（2024年 - ）リポートのみ

《以前》
- 熊谷博之（2005年 - 2019年）
- 松本龍（2005年 - 2017年）
- 吉岡伸悟
- 高木玲（2015年 - 2018年）
- 伊藤大悟（2019年 - 2021年）

### メ〜テレ
- 堂野浩久
- 竹田基起
- 島貫凌（2021年 - ）リポートのみ

《以前》
- 浅沼道郎（現：同局大阪支社長）
- 小島一宏（現：フリーアナウンサー）
- 冨永秀一（現：環境ジャーナリスト）
- 佐藤裕二
- 倉橋友和
- 久野咲恵（ベンチレポートのみ）
- 上坂嵩（ - 2019年）
- 濱田隼（ - 2019年）

### 朝日放送テレビ
《現在》
- 中邨雄二
  - 2020年のシーズン中（8月）に60歳へ達したことから、朝日放送グループの内規による定年（2022年レギュラーシーズン開幕直後の3月31日）を経て、嘱託契約扱いの「シニアアナウンサー」へ移行した。移行後も、ラジオの阪神・オリックス戦中継や、BS朝日向けの阪神戦中継と合わせて実況を継続。
- 伊藤史隆
  - 2011年途中から2014年まで離脱した後に、2015年から復帰。2022年のシーズン中（10月）に60歳へ達したことから、朝日放送グループの内規による定年（2023年レギュラーシーズン開幕直後の3月31日）を経て、嘱託契約扱いの「シニアアナウンサー」へ移行した。移行後も、ラジオの阪神・オリックス戦中継や、BS朝日向けの阪神戦中継と合わせて実況を継続。
- 小縣裕介
  - 2009年途中から2011年まで離脱した後に、2012年から復帰。2022年レギュラーシーズン開幕の翌週（3月28日）から月 - 木曜日に『おはようパーソナリティ小縣裕介です』（朝日放送ラジオの生ワイド番組）を担当しているが、当番組にも土・日曜日に関西圏で開催される阪神主催のデーゲーム限定で実況を続けている。
- 山下剛
- 高野純一
- 北條瑛祐（2015年 - ）
  - 2019年5月12日の阪神対中日戦で地上波実況デビュー。
- 福井治人（2016年 - ）
  - 2020年3月13日のBS朝日向けオリックス対巨人戦でテレビ実況デビュー。
- 佐藤修平（2020年 - [176]）
- 平野康太郎（2024年 - ）リポートのみ
- 寺田健人（2023年9月 - ）フリーアナウンサー
  - 元・大分朝日放送アナウンサーで、2022年7月からベスティ（朝日放送のグループ企業）へ所属したことを機に、主に朝日放送ラジオでオリックス戦・高校野球中継の実況を担当。テレビの阪神戦中継でも、2023年9月からベンチリポート、2024年のオープン戦から実況を任されている。

- 担当アナウンサーがテレビの阪神戦中継を実況するまでには、全国高校野球選手権大会中継での実況、オリックス戦での報道素材向け実況、（ビジター地元局への裏送り向けを含む）ラジオの阪神・オリックス戦中継での実況やベンチリポート、テレビの阪神戦中継でのベンチリポートなどで数年にわたって経験を積む傾向にある。2005年に朝日放送（当時）へ入社した高野を例に取れば、関西ローカル向けの阪神戦テレビ中継での実況を入社7年目（2011年）、全国ネット向けの阪神対巨人戦テレビ中継での実況を入社12年目（2016年4月）で初めて担当している。
- 実際には、平日の全曜日に自社で制作する生放送番組のメインキャスターへ起用されたことを機に、シーズンの途中（10月改編）でテレビ・ラジオの野球中継から離脱するアナウンサーが多い。ちなみに、小縣の一時離脱は『NEWSゆう+』、伊藤の一時離脱は『キャスト』（いずれも平日夕方のローカル報道・情報番組）メインキャスターへの就任による。

《以前》
- 植草貞夫
- 安部憲幸（「10・19」こと1988年のロッテ対近鉄ダブルヘッダー第2試合テレビ中継で実況）
- 枝松順一（現：朝日放送テレビ総合編成局アナウンス部長。部長への就任後は管理業務に専念）
- 太田元治
- 和沙哲郎（2015年定年退職、現：フリーアナウンサー）
- 武周雄
- 西野義和（2012年定年退職、野球実況から引退後にアナウンスセンター長などを歴任）
- 加瀬征弘（スカイ・エーへ出向後にプロデューサー・ディレクターを歴任。朝日放送への復帰後は、アナウンス部のデスク→アナウンスセンター長を務めた一方で、アナウンサーとしても定時ニュース限定で不定期出演）
- 松原宏樹
- 保坂和拓（野球実況から引退後に報道部ニュースセンターの記者へ異動）
- 武田和歌子（阪神主催試合中継でベンチリポートを担当した最初の女性アナウンサー）
- 藤崎健一郎（野球実況からの引退後に、アナウンサーとして活動しながらアナウンサー全員の管理業務を担当）
- 岩本計介（『おはよう朝日です』平日版への司会就任を機に野球実況から離脱中。2021年6月から「虎バン優勝いただき隊」の隊長へ就任したことを背景に、同年9月29日の阪神対広島トップ&リレー中継で、副音声向けながら7年振りに実況を担当）
- 堀友理子（現：FIRST AGENT所属のフリーアナウンサー、2010年まで全国ネットの巨人戦を除く阪神主催試合のベンチリポートを担当）
- 田野和彦（主にオリックス主催ゲームを担当、2012年のシーズン終了後にアナウンスセンターから編成局番組宣伝部へ異動）
- 角野友紀（阪神主催試合中継でベンチリポートを担当。福岡ソフトバンクホークスの投手だった中田賢一と2014年12月に結婚したことを機に、福岡への移住などを経て、翌年4月からワタナベエンターテインメント九州事業本部所属のフリーアナウンサーとして九州朝日放送・RKB毎日放送などの番組に出演）
- 清水次郎（2016年6月退社、現：兵庫県立西宮甲山高等学校社会科教諭・硬式野球部監督）
- 楠淳生（2018年定年退職、現：フリーアナウンサー、高校野球中継やスカイ・エーの阪神戦中継では実況を継続）
- 横山太一（2011年 - 同年9月、2020年10月 - 2021年）
  - 離脱時は『おはようコールABC』メインパーソナリティー。
  - 現在は『News おかえり』メインキャスター。
- 平岩康佑（2012年 - 2018年6月）現：株式会社ODYSSEY代表取締役・フリーアナウンサー
- ヒロド歩美（2015年 - 2019年）リポートのみ
  - 東京で制作される番組[177] でMCを担当する機会が増えるにつれて、担当を原則として水曜日の中継に限っていた。アナウンス職のまま2020年4月から東京オフィスへ異動したことを機に、上記番組や高校野球関連番組のMCへ事実上専念。2023年3月の退社を機にフリーアナウンサーへ転身してからは、高校野球関連番組のMCと並行しながら、『報道ステーション』のスポーツキャスターを新たに担当している。
- 小西陸斗（2017年 - 2020年9月）リポートのみ
  - 現在は『おはよう朝日です』平日版第1部アシスタント。
- 大野雄一郎（2022年 - 2024年9月）

### 広島ホームテレビ
- 榮真樹 （2007年 - 2015年、2021年 - ）
  - 離脱時は「5up!」メインMC。
- 廣瀬隼也（2013年 - ）
- 吉弘翔（2014年 - ）
  - 2015年から高校野球広島大会の実況を担当し、2016年6月19日の対オリックス戦でプロ野球実況デビュー。
  - 2023年から「ピタニュー」MC就任のため、数試合のみ担当。
- 森田雄人（2025年6月 - ）

《以前》
- 井村尚嗣（現：フリーアナウンサー）
- 西岡明彦（現：フリーアナウンサー・スポーツコメンテーター）
- 河野高峰（現：スポーツ部ディレクター）
- 清永敏裕（現：フリーアナウンサー）
- 野崎賢治
- 西村真二（2008年 - 2010年。ベンチレポートが中心で実況は2010年のみ。後に芸人に転向し、お笑いコンビ「ラフレクラン→コットン」のツッコミ担当及びアイドルグループ「吉本坂46」メンバー）
- 浦本可奈子（2010年オープン戦でのベンチリポートのみ。その後北海道放送→退職）
- 石黒新平（2011年のみ、現：フリーアナウンサー）
- 土屋誠（現：報道部）
- 松藤好典（現：報道部）
- 渡辺徹（一時『HOME Jステーション』メインキャスターを務めたため離れていたが、2014年から週末デーゲームのベンチリポートのみ復帰。2015年は実況も再開。2016年4月に報道部に異動）[178]
- 西田隆人（2019年 - 2020年）リポートのみ
  - 高校野球広島大会では実況も担当。機能性発声障害の長期治療のため、2021年2月から在職のまま福山支社営業部に異動。
- 瀬賀凜太郎（2023年 - 2025年5月）リポートのみ。2025年7月に札幌テレビ放送・STVラジオに移籍。

### 九州朝日放送
- 田上和延
- 沖繁義
- 居内陽平（2016年 - ）
- 和田侑也（2019年 - ）

《以前》
- 後庵継丸（現：フリーアナウンサー）
- 和田安生（スポーツ部ディレクターを経て現：フリーアナウンサー）
- 月俣幸三
- 西川恵三（東京支社編成業務部長を経てスポーツ部）※2025年には、要員不足によりBS朝日向けのオープン戦中継でリポーターとして出演
- 師岡正雄（ニッポン放送を経て現：フリーアナウンサー）
- 加藤暁（現：フリーアナウンサー）
- 岡田浩一（現：大阪支社営業部）
- 太田祐輔（現：同局解説委員）
- 近藤鉄太郎（ - 年、2013年 - 2021年）
  - 離脱時は『アサデス。』メインキャスター。
  - 現在は『アサデス。ラジオ』メインパーソナリティ。
- 小林徹夫（ - 2019年3月、2022年6月 - 2024年6月）
  - 離脱時は『アサデス。ラジオ』メインパーソナリティ。
- 三澤澄也（ - 2021年）
  - 現在は『アサデス。7』メインMC、『アサデス。GOLD』メインキャスター。

### テレ朝チャンネル2 ニュース・スポーツ
○は2011年までのJ SPORTSからそのまま続投。2013年からはテレビ朝日アナウンサー（清水、三上）も実況していた。

現在はフジテレビTWOで放送。
- 谷口広明○
- 中田浩光○
- 加藤暁○（元：九州朝日放送）
- 矢野吉彦○（元：文化放送）
- 菅野詩朗（元：文化放送）
- 島村俊治○（元：NHK）
- 石原敬士○（元：テレビ新広島）
- 胡口和雄（元：ニッポン放送）
- 松岡俊道○
- 熊谷龍一○
- 深澤慶
- 友松純（リポートのみ）
- 木下貴道

### 毎日放送（NETテレビ時代・東京12チャンネル向け中継も担当）
《以前》
- ■小池清
- 井上光央
- 広瀬允昭
- 水谷勝海
- 三宅定雄
- 城野昭（テレビ西日本から移籍）

### アナウンサーに関する補記
- 朝日放送テレビ（ABC）制作以外の巨人戦ビジター中継は他局と異なり、1990年代以降は原則テレビ朝日制作（当該系列局は技術協力または制作協力のみ）で実況アナウンサーもテレ朝の局アナが担当している。そのため朝日放送テレビ以外のANN系列（北海道テレビ、東日本放送、広島ホームテレビ、九州朝日放送）などのANN系列のアナウンサーの全国ネットの登板機会がない（ベンチリポートのみ。以前は広島ホームテレビや九州朝日放送のアナウンサーが担当する場合もあった）。阪神とオリックス以外の球団が日本シリーズに進出してもこの体制には変わりない。但し、まれに九州朝日放送制作のローカル中継をBS朝日でも放送されるときがある。なお、近年デーゲーム中継ではテレビ朝日と系列局（朝日放送テレビを除く）で別制作（実況・解説が異なる）となるケースがある。
- 以前はテレビ朝日制作の試合は8時前後（攻撃終了およびピッチャー交替時）にメジャー情報を義田貴士・久保田直子が担当していたが、2007年度以降は実況が伝えている。
- 2015年度以降はBS朝日制作の巨人戦ビジター以外の日本ハム、ソフトバンク戦では地元局のアナウンサーによる実況も増加したが（2014年以前も一部試合を担当。九州朝日放送制作時はスコア表示も自社出し）、解説者は引き続きテレビ朝日からの派遣や本数契約のフリー解説者の起用が大半で（日本ハム戦では朝日放送テレビから下柳剛を派遣の場合もあり）、地元局の解説者は事実上テレビ朝日・北海道テレビ兼任だった稲葉が日本ハム戦に出演する場合を除けば、九州朝日放送から西村が出演するのみだった（西村も過去にテレビ朝日の球種解説兼任だった）。2021年現在、日本ハム戦では北海道テレビのローカル放送にも出演している解説者（建山義紀など）が担当することがあり、この場合に北海道テレビのアナウンサーが実況・リポートを担当すると、スコア表示（テレビ朝日のものを使用）[180]と番組名以外は北海道テレビのローカル放送に準じた顔ぶれとなる（ただし、全国に配信されるため中立実況となる）。
- 稲葉が日本代表の監督に就任した2018年は、前田智徳のテレビ朝日・BS朝日への出演が増加した一方、広島ホームテレビのローカル放送への出演が2019年まで一時減少していた。またBS朝日で放送のセ・パ交流戦における阪神戦ビジターゲームでは、朝日放送テレビの解説者とテレビ朝日・北海道テレビ・九州朝日放送のアナウンサーの実況という形態の中継が行われた（朝日放送ラジオがビジターでも乗り込み自社制作を行う関係で朝日放送グループのアナウンサーと解説者が帯同するため）。

## エピソード

### 1988年10月19日の最終戦中継
1988年10月19日、勝てば8年ぶりのパ・リーグ優勝、負ければ優勝を逃すという近鉄の最終戦、対ロッテ戦ダブルヘッダー（川崎球場）第2試合を通常番組を変更して全国放送。元々関西ローカルの中継予定（近畿地区については15:00開始の第1試合から中継放送を開始）だったが、急遽全国放送に変更された上、本来の放送枠の次に放送予定だった『さすらい刑事旅情編』も全編中止し、この枠ではコマーシャルを一切挿入しなかった。中継はその後の『ニュースステーション』 まで引き継がれ、試合終了までを中継した。

### 全般
- 日本プロ野球
- ニュースステーション
- 報道ステーション
- GET SPORTS
- プロ野球ネット裏作戦
- NANDA!?

### 系列地上波の中継・関連番組

#### 北海道テレビ
- 朝までファイターズ
- FFFFF

#### 東日本放送
- CHALLENGE 燃えよ!EAGLES
- もえスポ

#### メ〜テレ
- ビデオナイター・ゴーゴードラゴンズ
- どですか!
- 光る!スポーツ研究所

#### 朝日放送テレビ・サンテレビ
- 虎バン
- それゆけ!タイガース
- ABCフレッシュアップベースボール（ラジオ）
- 近鉄バファローズアワー（ラジオ）
- サンテレビボックス席（サンテレビジョン）

#### 広島ホームテレビ
- カープDON!
- 北斗晶の鬼嫁運動記者倶楽部
- 勝ちグセ。サンデー恋すぽ

#### 九州朝日放送
- KBCホークスナイター（ラジオ）
  - KBCダイナミックホークス実況中継（デーゲーム中継）
- 月刊!ホークス

### 衛星放送（テレビ朝日系列関与番組）
- プロ野球熱闘ライオンズ（BS朝日）
- J SPORTS STADIUM

： 西武戦=テレテック技術協力（2011年まで）と、広島戦=広島ホームテレビの映像提供、およびオリックス戦=朝日放送の実況アナウンサー派遣。
- スカイA スタジアム
- テレ朝チャンネル2 ニュース・情報・スポーツ（旧・朝日ニュースター）

： 2012年から2015年まで西武主催試合を中継。

### テレビ朝日関連団体
- 日刊スポーツ

### その他
- 全国高校野球選手権大会中継
- 熱闘甲子園
- アストロ球団